# Bois d'œuvre
Pour les articles homonymes, voir Bois (homonymie).
 (janvier 2010).
Si vous disposez d'ouvrages ou d'articles de référence ou si vous connaissez des sites web de qualité traitant du thème abordé ici, merci de compléter l'article en donnant les références utiles à sa vérifiabilité et en les liant à la section « Notes et références ».

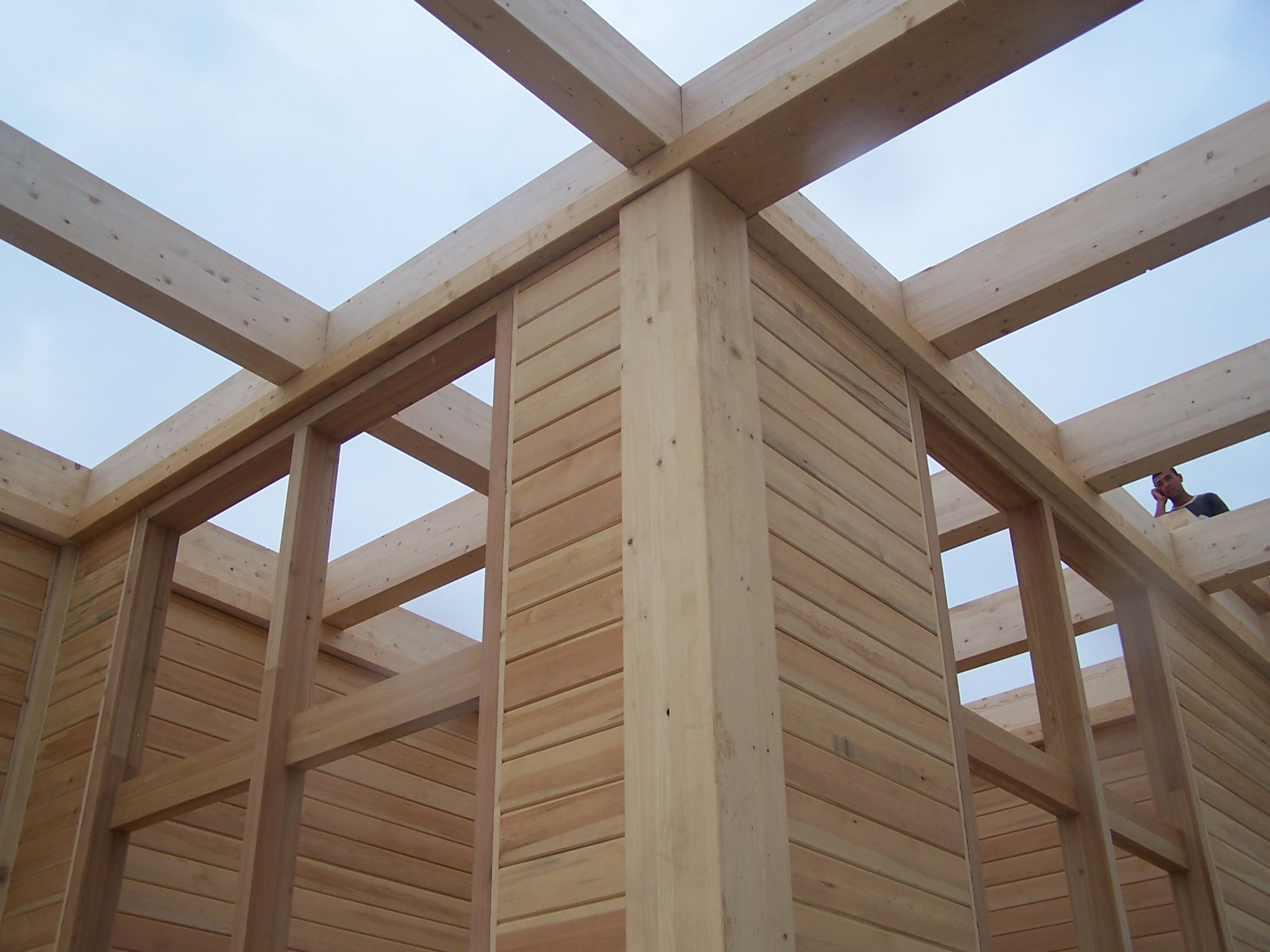
Structure construite en bois.

Le bois d'œuvre (lumber en anglais) désigne le bois, matériau de construction employé dans la construction des bâtiments.

## Définitions

### Terminologie

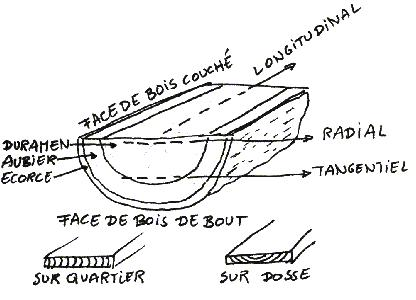
Parties du bois d'œuvre.

La construction fait appel au duramen, appelé aussi « bois parfait » ou « bois de cœur », qui constitue la partie centrale de l’arbre. Le duramen est biologiquement quasi-inerte et plus durable que l’aubier — celui-ci, souvent plus clair et léger, étant constitué de cellules vivantes. L'aubier est plus facilement et rapidement attaqué par les insectes, bactéries et champignons.
Le cambium, fine zone qui produit le bois et sépare l’aubier de l’écorce, n'est généralement pas utilisé. L’écorce peut être utilisée de manière traditionnelle : par exemple, dans les pays nordiques, les mottes de terre des toitures végétalisées sont supportées par des plaques d'écorce de bouleau déroulées.
Le sens de coupe modifie l'aspect et la qualité technique des bois sciés. Il est :
- longitudinal : parallèle aux veines du bois, donc vertical pour un arbre sur pied ;
- radial : du cœur vers l’extérieur ;
- ou tangentiel : plus ou moins parallèle aux cernes de croissance du bois.

Le bois de bout est coupé transversalement, les cernes de croissance sont visibles ; le « bois couché » est coupé parallèlement au sens longitudinal ; le « bois sur quartier » est fendu dans le plan radial avant d'être coupé dans le sens longitudinal ; le « bois sur dosse » est coupé dans le sens longitudinal.

### Dénominations des bois
La manière la plus sûre d'identifier un arbre est la classification taxinomique classique, qui attribue un nom scientifique à chaque espèce vivante et donc à chaque espèce d'arbre. Toutefois, dans les rayons des fournisseurs de matériaux, sont plus communes les appellations locales, traditionnelles, ou commerciales (éventuellement dictées par l'importateur du bois et sujettes à de multiples interprétations).
Par exemple, on retrouve sur le marché belge des bois équarris issus du pin sylvestre, sous l'appellation commerciale « PNG » (par contraction de l'appellation française « pin du Nord ») ; mais il arrive que ce même arbre soit appelé « sapin rouge » ou « sapin rouge du Nord » (abrégé SRN), dénomination commerciale qui couvre une partie de la famille des pinacées. Sa dénomination commerciale anglaise, « european redwood », suivie de sa provenance, est également utilisée.
Le Canada distingue principalement Spruce-pine-fir, Douglas fir-Larch (sapin de Douglas et peuplier de l'Ouest) et Hem-Fir (Pruche de l'Ouest et sapin gracieux)[non pertinent][C'est-à-dire ?].

#### Dénomination des bois d'œuvre
Les bois peuvent être sciés (éventuellement selon des sections standards) ou exploités sous forme de bois ronds écorcés appelés « rondins ». Les bois d'œuvre servent aux constructions (bois de charpente, de plancher, de traverses de chemin de fer, etc.) ou sont travaillés dans différents métiers manuels et/ou artisanaux (menuiserie, ébénisterie, tonnellerie, etc.).
La terminologie traditionnelle distingue selon la dimension des bois : bastaing, carrelet, chevron, liteau, madrier, planche, poutre, solivette, volige, etc. Cette terminologie dérive partiellement de l'usage qui en a été fait en charpenterie, à laquelle il y a lieu de rajouter les termes panne, arbalétrier, entrait, fiche, poinçon, ferme, blochet, latte, lambourde, etc.
En termes de menuiserie, les bois prennent les noms de bâti, châssis, montant, battant, traverse et panneau pour former des ouvrages d'assemblage tels que les châssis de fenêtre, les lambris, les escaliers ou les meubles, les boiseries, etc.
L'ingénierie moderne a produit des dérivés du bois sous forme de lamellé-collé et de panneaux divers.

#### Acronymes
En France, notamment au sein de la filière bois et dans les inventaires forestiers réalisés de l'Institut national de l'information géographique et forestière (IGN) et FCBA, on parle de BO et de BO-P pour respectivement désigner les bois d’œuvre et le bois d’œuvre potentiel en forêt, par opposition au BIBE-P qui désigne le Bois industriels/bois-énergie potentiel.

### Dimension des bois
Certaines sections de bois sont récurrentes. Toutefois les scieries ont souvent leurs propres spécialités. Il y a lieu, d'autre part, de distinguer les bois rabotés des bois bruts de sciage.

#### En Amérique du Nord
En Amérique du Nord, les dimensions des bois de charpente sont normalisées. Par exemple, le Canadian Lumber Standard (CLS) est la dimension standard des bois au Canada. Ces formats se retrouvent en Europe.
| Nominale (pouces) | Réelle                        | Nominale (pouces) | Réelle                         | Nominale (pouces) | Réelle                          |
| ----------------- | ----------------------------- | ----------------- | ------------------------------ | ----------------- | ------------------------------- |
| 1×2               | 3⁄4 × 1 ⁄2 po (19 × 38 mm)    | 2×2               | 1 ⁄2 × 1 ⁄2 po (38 × 38 mm)    | 4×4               | 3 1⁄2 × 3 1⁄2 po (89 × 89 mm)   |
| 1×3               | 3⁄4 × 2 1⁄2 po (19 × 64 mm)   | 2×3               | 1 ⁄2 × 2 1⁄2 po (38 × 64 mm)   | 4×6               | 3 1⁄2 × 5 1⁄2 po (89 × 140 mm)  |
| 1×4               | 3⁄4 × 3 1⁄2 po (19 × 89 mm)   | 2×4               | 1 ⁄2 × 3 1⁄2 po (38 × 89 mm)   | 4×8               | 3 1⁄2 × 7 1⁄4 po (89 × 184 mm)  |
| 1×6               | 3⁄4 × 5 1⁄2 po (19 × 140 mm)  | 2×6               | 1 ⁄2 × 5 1⁄2 po (38 × 140 mm)  | 6×6               | 5 1⁄2 × 5 1⁄2 po (140 × 140 mm) |
| 1×8               | 3⁄4 × 7 1⁄4 po (19 × 184 mm)  | 2×8               | 1 ⁄2 × 7 1⁄4 po (38 × 184 mm)  | 8×8               | 7 1⁄4 × 7 1⁄4 po (184 × 184 mm) |
| 1×10              | 3⁄4 × 9 1⁄4 po (19 × 235 mm)  | 2×10              | 1 ⁄2 × 9 1⁄4 po (38 × 235 mm)  |                   |                                 |
| 1×12              | 3⁄4 × 11 1⁄4 po (19 × 286 mm) | 2×12              | 1 ⁄2 × 11 1⁄4 po (38 × 286 mm) |                   |                                 |

## Caractéristiques des bois

### Propriétés mécaniques

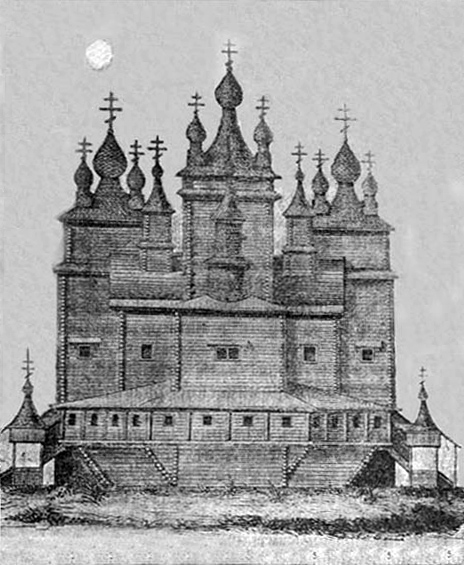
Le bois a permis de construire des bâtiments de grande taille (ici la Cathédrale de la Sainte Résurrection, construite dans la ville de Kola en 1684 et brûlée en 1854, pendant la guerre de Crimée.

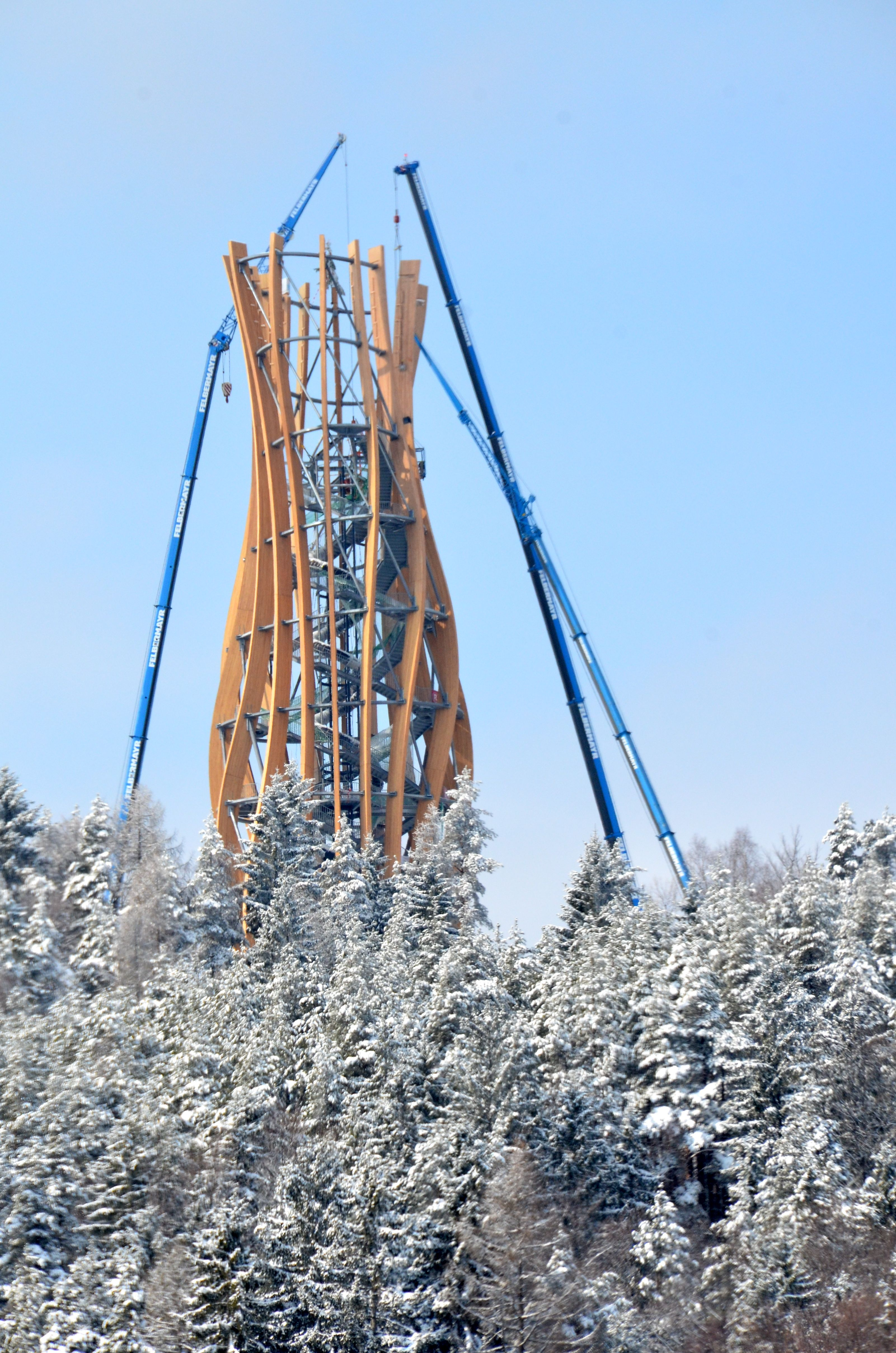
Travaux de construction de la nouvelle tour d'observation sur le mont Pyramid (Pyramidenkogel), municipalité de Keutschach am See, district Klagenfurt Land, Carinthie, Autriche.

L’utilisation d’un bois en usage structurel est conditionnée par la connaissance de ses propriétés mécaniques.
Les bois de construction modernes - essentiellement des bois tendres - sont légers et solides. L’épicéa, par exemple, a une masse volumique comprise entre 430 et 470 kg/m3 lorsqu’il est sec à l’air (taux d’humidité du bois 15 %). C'est cinq fois moins que le béton et dix-sept fois moins que l’acier. Une maison de deux étages et de 100 m2 au sol construite en matériaux durs pèsera donc 200 tonnes, contre 70 tonnes en 'ossature-bois'. Les bois durs comme le chêne sont plus denses et trouvent de nos jours moins de débouchés dans la charpenterie; ce qui n'était pas le cas au Moyen Âge où on les préférait aux bois résineux. Un bois de chêne par exemple a une densité comprise entre 610 et 980 kg/m3. La résistance des bois tendres par rapport à leur poids les rend très attractifs pour des réalisations légères. De plus, le bois amortit les chocs.
Le bois est très résistant à la compression, à la traction, dans le sens des fibres, et assez résistant à la flexion transversale (surtout en lamellé-collé). Mais, s’il ne casse pas, il plie si la section de pièces soumises à la flexion (arbalétriers, poutres) est insuffisante. En compression, le problème du flambement, lié à la souplesse du bois, doit être résolu par un rapport hauteur-largeur relativement petit. La résistance du bois à la compression est élevée. Pour une résistance égale, le bois demande une section plus grande que l’acier ou le béton.

#### Classement des bois (normes françaises)
Après sciage des grumes, les bois sont classées par différentes méthodes.
Classement visuel
Selon la norme NF B 52-001, les bois sont classés en observant les singularités du bois : nombre de nœuds, diamètre des nœuds, poche de résine, altération biologique.
Ils sont triés en différentes classes visuelles (classes ST-I, ST-II, ST-III, ST-IV, HST1 ou choix 2, 3).
Classement mécanique
Selon la norme en NF EN 14081-4, les propriétés mécaniques sont directement mesurées.
Les bois sont triés automatiquement selon la classification de la norme NF EN 338.
| Essences                                       | Classe visuelle selon NF B 52-001 | Classe mécanique selon NF EN 1912 |
| ---------------------------------------------- | --------------------------------- | --------------------------------- |
| Sapin, épicéa, pins, douglas, peuplier         | ST-I                              | C 30                              |
| Mélèze                                         | ST-I                              | C 27                              |
| Sapin, épicéa, pins, douglas, peuplier, mélèze | ST-II                             | C 24                              |
| Sapin, épicéa, pins, douglas, peuplier, mélèze | ST-III                            | C 18                              |
| Pins                                           | ST-IV                             | C 14                              |
| Chêne                                          | 2                                 | D 24                              |
| Chêne                                          | 3                                 | D 18                              |

Caractéristiques mécaniques pour le calcul
La norme NF EN 338 donne les résistances mécaniques en fonction des classes.
| Désignation                              | Unité  | C14  | C16  | C18  | C24  | D24  |
| ---------------------------------------- | ------ | ---- | ---- | ---- | ---- | ---- |
| Contrainte de flexion                    | N/mm2  | 14   | 16   | 18   | 24   | 24   |
| Contrainte de traction axiale            | N/mm2  | 8    | 10   | 11   | 14   | 14   |
| Contrainte de traction transversale      | N/mm2  | 0,4  | 0,4  | 0,4  | 0,4  | 0,6  |
| Contrainte de compression axiale         | N/mm2  | 16   | 17   | 18   | 21   | 21   |
| Contrainte de compression transversale   | N/mm2  | 2    | 2,2  | 2,2  | 2,5  | 7,8  |
| Contrainte de cisaillement               | N/mm2  | 3    | 3,2  | 3,4  | 4    | 4    |
| Module moyen d’élasticité axiale         | kN/mm2 | 7    | 8    | 9    | 11   | 10   |
| Module élasticité axial au 5e percentile | kN/mm2 | 4,7  | 5,4  | 6,0  | 7,4  | 8,5  |
| Module moyen d’élasticité transversale   | kN/mm2 | 0,23 | 0,27 | 0,30 | 0,37 | 0,67 |
| Module moyen de cisaillement             | kN/mm2 | 0,44 | 0,50 | 0,56 | 0,69 | 0,62 |
| Masse volumique caractéristique          | kg/m3  | 296  | 310  | 320  | 350  | 485  |
| Masse volumique moyenne                  | kg/m3  | 350  | 370  | 380  | 420  | 580  |

Paramètres :
- humidité de référence utilisée pour le calcul des bois : 12 %.

Ces valeurs servent à calculer les structures bois selon la norme Eurocode 5.

### Matériau isolant

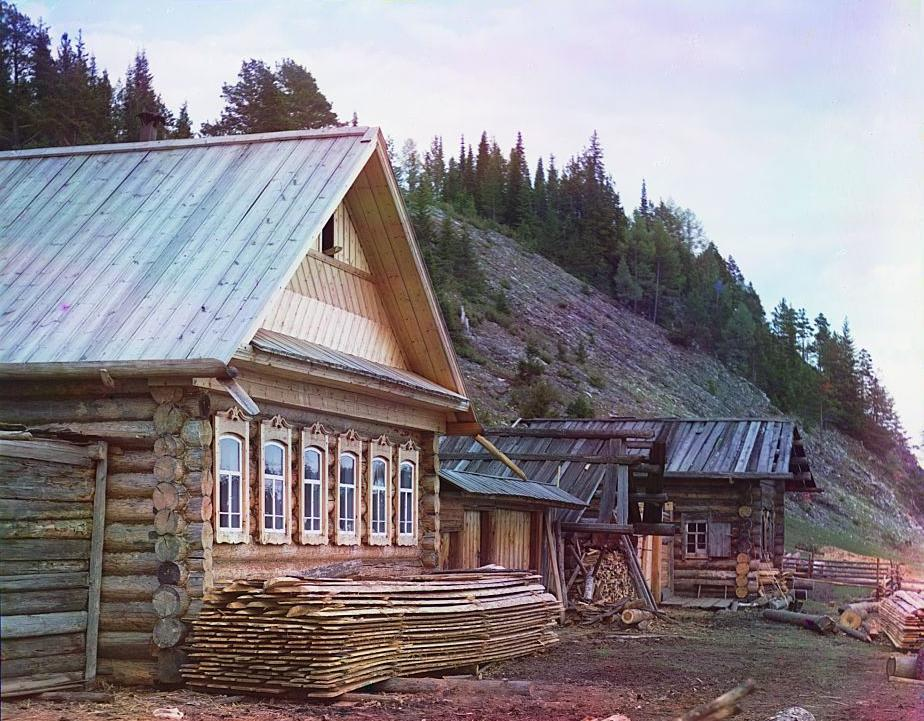
Sergueï Prokoudine-Gorski, Isba dans le village de Martyanova, Russie, 1910.

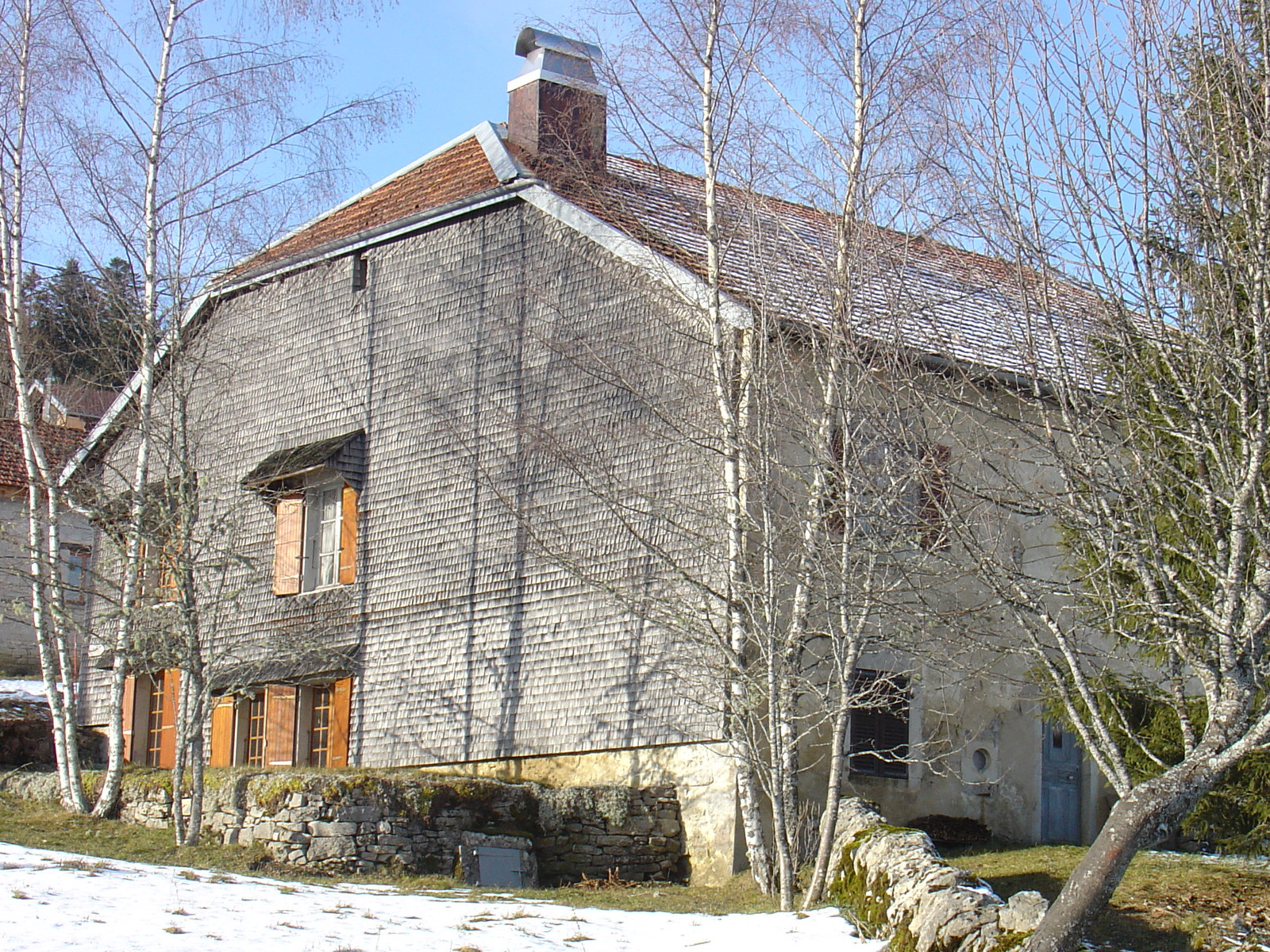
Façade en tavaillons (Haut-Jura, France).

Avant que l'on interpose un matelas isolant entre les montants d'ossatures, la construction en bois massif empilé avait sur la construction à ossature bois, l'avantage de créer une enveloppe thermique efficace. En Norvège, la construction à ossature, économe en bois qui s'était imposée pour les bâtiments de grange et les hangars à bateau (grindverk), mais aussi dans les églises (Stavkirke), va progressivement supplanter la construction en bois massif  lorsque de nouveaux matériaux isolants seront employés .
La conductivité thermique de l’épicéa, par exemple, est moyenne (λ = 0,11 W m-1 K-1) mais malgré tout quinze fois plus faible que celle du béton et quatre cents fois plus faible que celle de l’acier. Dans les constructions à ossature bois, selon les critères actuels de confort, c'est l'isolant placé entre les montants qui réalise véritablement l'isolation thermique du bâtiment.
Le bois est « subjectivement chaud », car son effusivité thermique est basse (Ef = 0.56). Un bâtiment à ossature bois se chauffe facilement. L’air y est sec et sain, grâce au bois et à l’isolant aisément placé entre les montants de l’ossature. La température des parois est proche de celle de l’air ambiant, ce qui augmente le confort thermique. Les ponts thermiques sont limités.
Néanmoins, le bois accumule peu la chaleur ; sa capacité thermique est moyenne (S = 1 500 kJ m−3) ; il n’a pas de « volant d'inertie thermique » ; mais il peut être associé à une masse accumulatrice (S > 1 900 kJ m−3) au centre du bâtiment (maçonnerie, cheminée de pierre ou poêle en faïence par exemple).
- En pays froids, le bois est très apprécié pour les qualités citées ci-dessus.
- En pays chauds, il est moins agréable que la pierre parce qu'accumulant mal la fraîcheur de la nuit.

Le bois est poreux car constitué d'un réseau de fibres et vaisseaux orientés longitudinalement, ce qui explique que, quelle qu'en soit l'essence, il a une conductivité thermique plus grande (donc un pouvoir isolant moindre) dans le sens de ses veines que dans la direction perpendiculaire ; les sols en pavés de « bois debout » sont plus frais que ceux, du même bois, d’épaisseur identique, en planches couchées ou en lames de parquet.

### Matériau chimiquement résistant
Certaines essences ont une résistance élevée à la corrosion, supportant bien les agressions chimiques, mieux que le béton ou l’acier courant. Il est pour cela volontiers utilisé dans certaines usines où l'atmosphère est agressive. Les bois comme le teck, l’afzelia doussié, sont utilisés pour la fabrication de cuves contenant certains produits chimiques. L’épicéa est régulièrement utilisé pour les silos à sel le long des autoroutes.
Certaines essences de bois ont des composés chimiques qui interagissent avec le fer (Western Red Cedar, Merbau, Afzelia, Chêne, Pin d'Orégon…). Pour éviter des taches et/ou une corrosion des clous et vis utilisés pour les fixer, ceux-ci doivent être en acier inoxydable.

### Matériau hygroscopique et anisotrope
Le bois subit un retrait au séchage et un gonflement avec la température et surtout l’humidité relative de l’air ou le contact avec l'eau. Le retrait et/ou le gonflement est plus grand dans la direction tangentielle que dans la direction radiale. Il est moindre dans le sens longitudinal mais non négligeable, en particulier dans les constructions constituées de poteaux de bois voisinant des murs en maçonnerie (escalier…). Ces différents retraits en fonction du sens envisagé peuvent causer des tensions dans le bois. Les bois de section réduite vont gauchir, tandis que les bois de forte section (poutres, bois ronds) risquent de se fendre lors d’un séchage trop rapide. Dans les bois de forte section particulièrement, ceci peut être accentué par un retrait inégal à la suite du séchage plus rapide des extrémités, ayant pour conséquence des fentes du bois debout. Le séchage des extrémités est ralenti en les couvrant d’une cire ou d'un hydrofuge (bouche-pore, lasure…). Les pièces de forte section doivent être stockées à l'abri du soleil et des courants d'air pour en ralentir le séchage, chaque essence ayant par ailleurs un comportement différent.
Retrait et mouvement sont distincts. Le retrait est dû au séchage du bois depuis l’état fraîchement coupé jusqu’à l’état sec; le mouvement est dû aux variations d’humidité relative de l’air, et ceci après séchage et mise-en œuvre. Les essences à mouvement élevé devraient être utilisées sur quartier, le retrait étant moindre dans ce sens que sur dosse. Le bois doit être utilisé avec un taux d’humidité compatible avec son usage, surtout les espèces qui ont un retrait élevé, pour limiter le risque de déformations dues au mouvement. Des « vices de croissance » de l’arbre peuvent aussi engendrer du bois de réaction, qui se déforme différentiellement du bois normal dans le sens longitudinal, et moins dans les deux autres sens, engendrant des contraintes internes (qui peuvent intéresser certains charpentiers).
Le niveau d’humidité d’équilibre du bois est atteint après un certain délai, à la suite des variations d'humidité de l’air. Surtout dans le cas des bois de forte section, les valeurs extrêmes ne seront jamais atteintes, et le mouvement en sera moins important. Les pièces en contact avec l’humidité intermittente doivent néanmoins être assemblées de manière à permettre leur mouvement.

### Matériau adapté aux sols difficiles
Par sa légèreté et sa souplesse, le bois est adapté aux pentes, sols de faible portance, pergélisols, zones de sismicité. Les affaissements sont d’une part plus faibles, d’autre part absorbés sans conséquences visibles (fissures) par les structures en bois. Les coûts de fondation des nouvelles constructions sont réduits, surtout sur les terrains difficiles ou en pente. Les extensions, domaine particulier de l’architecture engendrant souvent des désordres dus au tassement de la nouvelle construction, sont souvent réalisées en bois, le faible poids de la structure entraînant un tassement moindre et donc moins de risques de fissures ou arrachements.
Dans les pays à forte sismicité, le bois est souvent préféré pour sa capacité à absorber les chocs sismiques au lieu de les transmettre. Au Japon, les assemblages sont à bords arrondis pour encore plus de souplesse.

### Matériau biodégradable

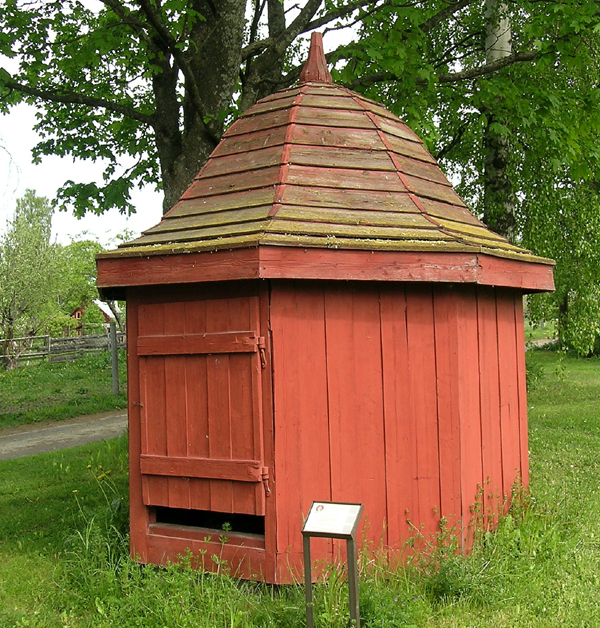
Abri de puits. Le toit en planches à clins est le point faible de ce type de construction. Résistant mal à la pluie, ses planches doivent être changées tous les 8 à 15 ans environ (Les autres types de toitures en bois sont courantes dans certaines régions et résistent par contre très longtemps, sans aucun traitement). Le sang de bœuf ou le minium (très toxique) de plomb ont au XIXe siècle et début du XXe siècle été utilisés en guise de peinture et protection du bois.

Le bois non protégé est naturellement bio-dégradé par les associations d'insectes xylophages, de champignons et bactéries, et peu à peu érodé par le vent, la sécheresse, les ultraviolets solaires. La meilleure façon de construire pour préserver le bois varie selon la région. En zone tempérée, le bois doit pouvoir respirer, certaines essences doivent être protégées du contact avec la pluie ou le sol. De nombreuses essences résistent longtemps en immersion totale (pas d'attaque de champignons) ou à une humidité passagère (tuiles de châtaignier, cuillère de cuisine en bois de buis). Ce sont surtout les atmosphères humides confinées ou l'eau stagnante qui favorisent respectivement les champignons et les bactéries, lesquelles préparent le travail des insectes xylophages.
La pose opportune de pare-vapeur, un traitement fongicide approprié peut ralentir le pourrissement d'une pièce de bois en contact permanent avec l'air et l'humidité ; l'essence et la provenance du bois détermine sa durée de vie (un bouleau français se dégradera rapidement, là où un bouleau de Sibérie dont la croissance a été deux fois plus lente résistera). Les piquets de pâture en chêne ou mieux, en acacia sont très résistants, avec un point faible : non pas la partie enterrée, mais le collet, au ras du sol.
Les pesticides (insecticides et fongicides) sont de plus en plus utilisés, non sans risque pour la santé des utilisateurs, et pour l'environnement, et avec des problèmes pour le recyclage du bois et de ses déchets en construction(les sciures ou poussières de ponçages de certains bois traités peuvent être violemment toxiques.

### Facilité de mise en œuvre

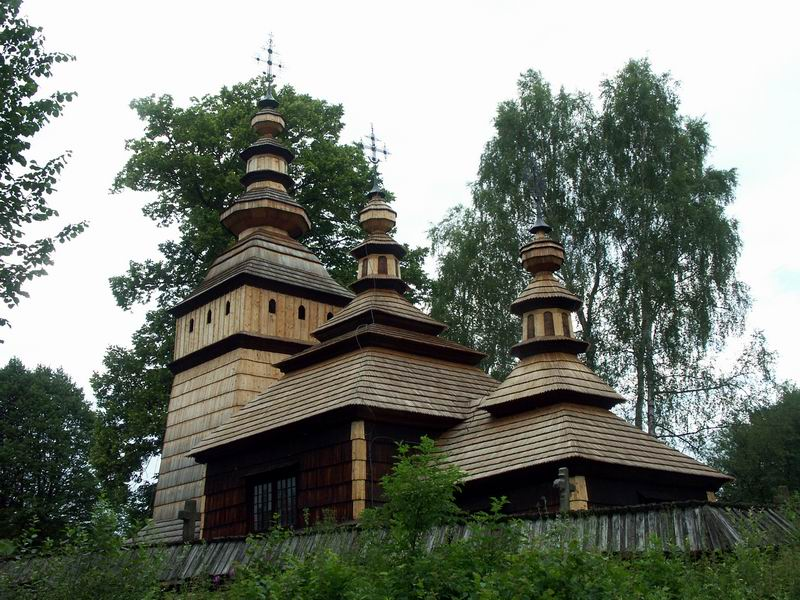
Le bois est un des plus anciens matériaux de construction. Église de Kotań, Pologne (1782).

Le bois se prête à l’autoconstruction, à la préfabrication, à l’artisanat comme à l’industrie. Le système à ossature est très flexible, les bâtiments en bois sont faciles à transformer et à agrandir. Les méthodes d’assemblage sont nombreuses et s’adaptent à toutes les situations, du simple clouage au collage très performant, en passant par les broches, plaques, boulons, etc. Il existe également des méthodes d'empilage (bois cordé, bois massif empilé).

### Matériau résistant au feu
Le bois résiste mieux aux incendies que d’autres matériaux, par contre il peut propager naturellement le feu contrairement à d'autres matériaux comme le béton, l'acier ou la terre. Lorsque les armatures du béton armé se déforment sous l'effet de la chaleur et font basculer la structure, le bois massif ne brûle que de 0,7 mm par minute (4,2 cm par heure) et la couche carbonisée forme une protection pour le cœur du bois (bois carbonisé). Il ne se dilate que peu et la structure reste stable, même si l’incendie dure longtemps. De plus les pompiers ont coutume de dire que le bois a « l'élégance de prévenir » avant de céder, il craque, contrairement à une ossature métallique, ce qui leur laisse le temps de sortir. Néanmoins le bois, comme matériau de construction, a été abandonné au cours du temps dans les villes à cause de la facilité qu'il a à propager les incendies, souvent après des évènements dramatiques (notamment le Grand incendie de Londres, voir Rebuilding of London Act 1666). Ce défaut explique aussi le faible nombre de maisons en bois anciennes qui demeurent aujourd'hui.
La température d’ignition du bois (c’est-à-dire la température qu’il faut atteindre pour qu’il s’enflamme) est de 250 °C pour la plupart des résineux et de 350 °C pour les feuillus.
Le bois est combustible mais sa combustion est bien prévisible et suit un comportement à peu près linéaire : les baisses de résistance (environ 50 % à 150 °C) et de rigidité (20 à 50 % à 150 °C en fonction de la sollicitation) sont connues ; la vitesse de combustion est connue (0,5 à 0,9 mm par minute en fonction de l'essence du bois) et la couche carbonisée est isolante et protège le bois encore non atteint. Dans cette couche, le flux de chaleur est réduit de plus de moitié. Le bois est mauvais conducteur de la chaleur et ne se dilate que peu. À l'issue d’un incendie, sous sa surface carbonisée, le bois restant conserve donc une certaine capacité portante. Ainsi une structure adéquatement dimensionnée pourra offrir la résistance désirée à l’incendie.
Lors d’un incendie, les fumées produites ne sont pas particulièrement toxiques, au contraire d'autres matériaux comme les menuiseries en PVC qui, en brûlant, dégagent de l'acide chlorhydrique, ou des isolants en polyuréthane qui, eux, produisent de l'acide cyanhydrique. Par contre, les panneaux de matériaux dérivés du bois dégagent d'importantes concentrations de formaldéhyde.

### Matériau durable

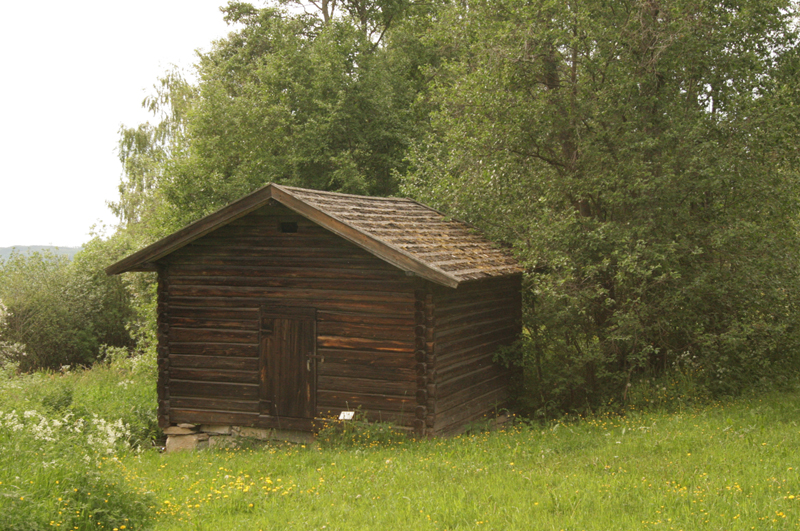
Un bois bien coupé, d'une essence appropriée, protégé de l'eau par une bonne toiture en débord, et isolé des remontées capillaires du sol par un soubassement de pierre durera plusieurs siècles (ou millénaires dans les meilleures conditions).

Tant que la toiture est bien entretenue, les maisons de bois sont remarquablement stables (facteur de durabilité), souvent plus que des maisons en briques ou béton. Beaucoup d’habitations à colombage datant de 1750 (notamment dans la région de Malmedy, Stavelot…), en Belgique, sont encore habitées et en très bon état. Certaines fermes du Pays de Herve datent de la fin du XVIe siècle. La France en possède quelques-unes, notamment en Bretagne, en Normandie et en Alsace. En Scandinavie, en Slovaquie et en Pologne, un certain nombre d'églises en bois, sans aucune restauration importante, existent depuis 600 ans. L'Égypte ancienne nous a donné de nombreux meubles et une barque solaire en parfait état de conservation (environ 2 500 ans). Des bateaux coulés en mer, y reposent depuis des siècles ; récemment, une barque a été découverte dans la Somme (environ 900 ans). Leur bois se dégraderait cependant maintenant rapidement à l'air (bois gorgé d'eau). Les fondations en bois d'une voie romaine subsistent encore sous une route moderne dans les Fagnes belges (région de Malmedy). Venise survit aux assauts répétés de la mer sur ses pieux de bois.

## Aspects écologiques et sanitaires
Le bois est un matériau naturel, consommant peu d'énergie et renouvelable. S'il s'agit d'un bois indigène, il a peu consommé d'énergie pour son transport, et ses déchets peuvent être recyclés sur place.

### Bois, puits de carbone
L'arbre, en poussant, absorbe du CO2 et libère de l'oxygène. En zone tropicale, en mourant, il subit une dégradation biologique par les insectes, bactéries et champignons. Le processus de décomposition consomme de l'oxygène et libère une quantité égale de CO2 à celle absorbée par l'arbre durant sa croissance. Le bilan est alors dit « neutre ». En zone tempérée, l'humus forestier (si la forêt n'est pas détruite ou surexploitée) ou certaines tourbes accumulent une partie de ce carbone (puits de carbone). Par contre, si l'on coupe l'arbre à maturité et qu'on l'empêche de se dégrader en l'utilisant dans la construction, le gaz carbonique reste stocké. Il y a ainsi moins de CO2 dans l’atmosphère et ceci contribue à réduire l’effet de serre.
L'utilisation du bois nécessite peu de matière et d'énergie et ceci, dans toutes les étapes d'une construction : la fabrication se fait naturellement, la transformation est faible, la mise en œuvre nécessite peu de produits annexes et reste généralement facile. La pollution des milieux physiques (air, sol, eau) est très faible et les déchets peuvent parfois être recyclés dans d’autres constructions ou brûlés pour produire de l'énergie.
La consommation d’énergie grise pour la production de bois de construction (bois local, scié, raboté, prêt à l’emploi) est de 300 kWh/tonne, contre 450 pour les maçonneries traditionnelles en terre cuite, 8 000 pour l’acier, 250 à 300 pour le béton ordinaire, et de 100 à 1 000 pour la pierre, selon le degré de finition.
Les fortes capacités d'isolation du bois permettent de réduire la consommation énergétique d'une construction. Il est 10 fois plus isolant que le béton et plus que la brique (Conductivité thermique du bois: 0,20 ; du béton plein: 2,00 ; de la brique: 0,34 à 1,00)
Il est également moins polluant que le béton lors de sa mise en œuvre sur un chantier. Le béton, pour une utilisation d'1 m3 dégage 471 kg de CO2 alors que l'utilisation du même volume de bois stocke 460 kg de CO2[réf. nécessaire].
L'utilisation de bois au lieu de matériaux d'origine fossile permet de baisser de 33 millions de tonnes par an les émission de CO2 en France[Quand ?]. Les déchets de bois de construction sont revalorisés à 79 %[réf. incomplète].

### Liants, vernis, peinture
Les panneaux de particules ; Le recyclage des sous-produits du bois permet à partir de chutes de bois "nobles", de créer de nouveaux matériaux. Certaines colles utilisées par les panneaux peuvent, être polluantes. Les panneaux contrecollés (contreplaqué) contiennent une grande quantité de bois noble ; les panneaux de particules ou OSB contiennent beaucoup plus de colles.
La présence de produits chimiques toxiques (pigments à base de métaux lourds, siccatif à base de plomb, colles, cires, vernis, fongicides et insecticides, peintures, etc.) ou de restes de clous et vis rend le recyclage du bois délicat mais pas moins que celui d'une plaque de plâtre, dont les couches sont difficilement séparables et qui peut elle aussi être peinte. Même brûlé, un élément de bois traité dégagera moins de gaz à effet de serre et de pollution que la seule production de chaleur pour la refonte d’un élément d’acier.

### Confort
- Le bois est hygroscopique. À condition de ne pas être recouvert d'une finition filmogène, il régule en partie la production de vapeur d'eau par les habitants.Quand il y a trop d’humidité, le bois, qui a une grande capacité hygroscopique, absorbe cet excès pour le retransmettre à son environnement quand les circonstances l’exigent. Un manque d’humidité (généré par le chauffage central) favorise les inflammations des voies respiratoires, la présence de germes pathogènes dans l’air, l’augmentation des charges électrostatiques…, tandis qu’un excès d’humidité perturbe les échanges de chaleur entre le corps et son environnement, sensibilise la cornée, diminue la résistance électrique de la peau, ce qui augmente le risque d’électrocution avec des appareils électriques défectueux, etc.[réf. nécessaire]
- Le bois naturel ne contient pas de substances nocives et n'en produit pas en cas d'incendie. À l'inverse, certains produits de traitements, contenant des substances nocives, sont dangereux tant pour la santé des habitants que pour l'environnement. Les produits peuvent se dégager sous forme de gaz dans l’atmosphère intérieure, être délavés par la pluie et polluer les rivières ou être transformés en fumées dangereuses lorsqu'on le brûle.
- Les poussières fines de certains bois (ex. : kambala, iroko, chêne…) sont nocives.
- Le bois est le moins radioactif de tous les matériaux de construction.
- Le bois est un piètre isolant phonique. Il ne peut opposer de masse importante à la transmission des bruits aériens. On corrige ce défaut en ajoutant des matériaux isolants dans la composition de la paroi. Néanmoins, le bois absorbe les sons et il est utilisé pour répondre aux exigences des salles de concert.[réf. nécessaire]

### Risques sanitaires liés aux panneaux à base de bois

#### Panneaux de particules
La plupart des panneaux de particules sont assemblés avec des adhésifs qui, après polymérisation, peuvent dégager du formaldéhyde ou aldéhyde formique (CH<>2O). Il s’agit d’un gaz qui, en concentration importante, peut irriter les yeux et la gorge, provoquer des bronchites chroniques. On a découvert récemment que le formaldéhyde est l’une des principales substances s’attaquant au patrimoine génétique humain. Il est classé comme toxique et fortement soupçonné d’être cancérigène. Pourtant il entre dans la composition des colles, des vernis industriels, des produits désinfectants pour grandes surfaces (sols des hôpitaux…), des isolants thermiques des canalisations, des isolants électriques, des interrupteurs et de certains plastiques. Le formaldéhyde est aussi émis par la fumée de cigarette, les flammes des fourneaux à gaz, etc. Mais les principales sources d’émission dans les constructions sont les panneaux agglomérés. Lors d’un incendie, le taux de formaldéhyde dégagé est très important.
Le taux d’émission d’un panneau décroît avec le temps mais augmente dans des conditions d’humidité et de température élevées. Il est donc conseillé de ne pas le placer près d’une source de chaleur ou de prévoir une finition étanche à l’air.
Les panneaux classés « E1 » ont un taux d’émission de formaldéhyde très bas (moins de 9 à 10 mg par 100 g de panneau sec).

#### Panneaux contrecollés ou contreplaqués
Les contreplaqués ou contrecollés ont une émission faible, réglementée et qui fait l'objet de contrôles sanitaires : comme la plupart des OSB ainsi que nombre de MDF, ils sont classés E1. Il est préférable d'utiliser les panneaux qui ont un agrément technique, reconnaissables au marquage sur la face ou le côté, par exemple ATG/H.701 C E1.

## Aspects économiques

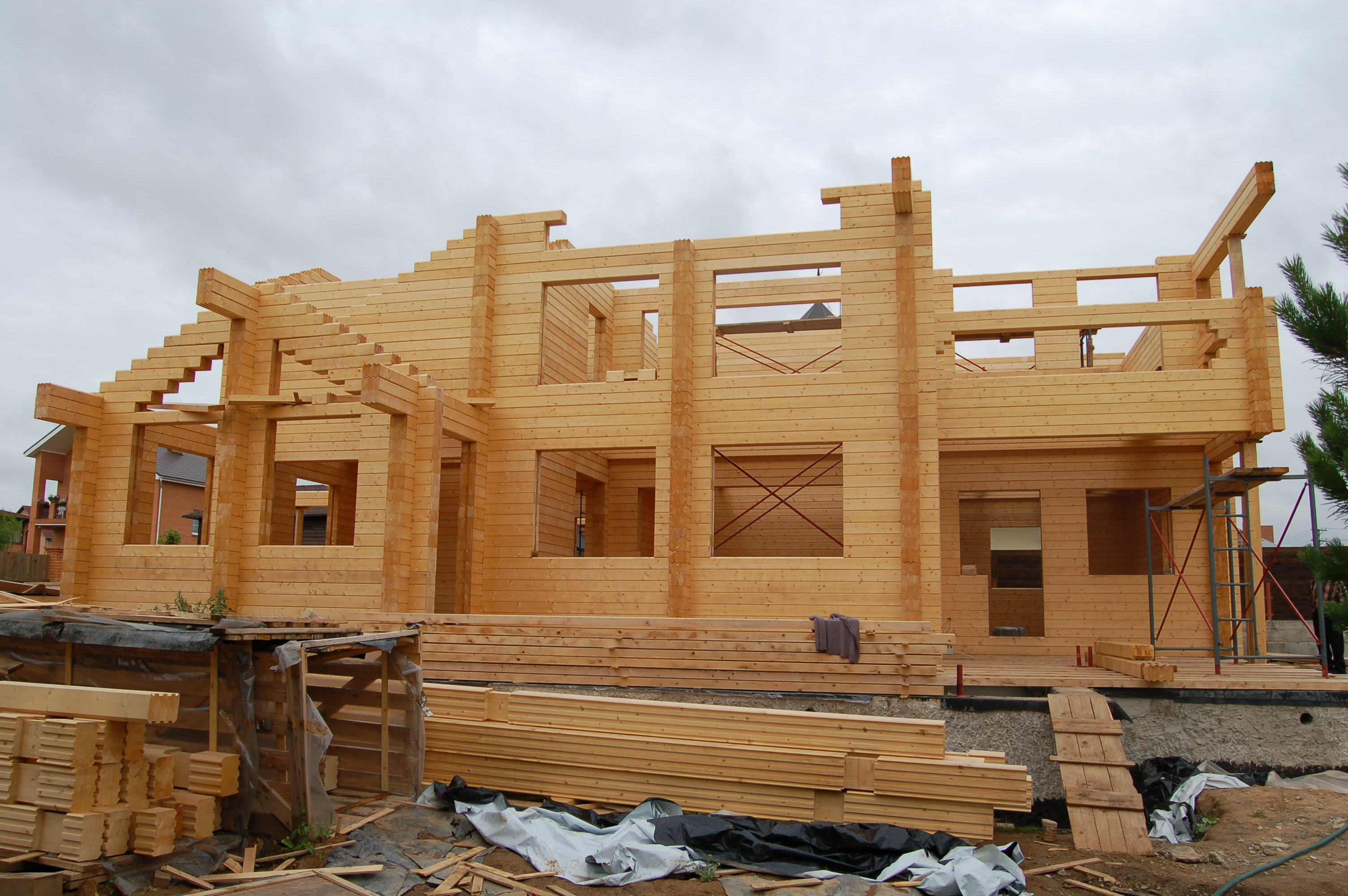
Construction d'une maison de bois.

Le bois autorise une préfabrication poussée. Elle permet de raccourcir fortement la durée du chantier et la construction est sèche, ce qui permet d'effectuer plus vite les finitions et d'habiter la construction tout de suite. Cette rapidité permet de réduire fortement la durée de paiement d’un «double loyer». La légèreté du bois permet de se passer de gros engins de chantier, ce qui réduit aussi les nuisances (bruit, poussières), et les coûts de construction. Mais la préfabrication en atelier, le recours à des équipes de montage polyvalentes, pour les pays où la construction en bois n'est pas dominante, représentent un véritable bouleversement des métiers du bâtiment et supposent une nouvelle forme d’organisation du chantier.
Lors de la construction, selon l'endroit, le bois ne s’avère pas toujours moins cher que les matériaux traditionnels, notamment parce que les intervenants sont très nombreux (bûcheron, débardeur, transporteur, sécheur, stockeur, scieur, grossiste, détaillant, charpentier), prenant chacun leur bénéfice, et dans certains pays, par manque de spécialistes.
À qualités mécaniques égales et isolation thermique améliorée, les murs en bois sont de 15 à 20 cm moins épais que des parois en maçonnerie. Le gain de surface est évalué à 10 % pour une maison individuelle.
L’avantage le plus important est la réduction possible des coûts de chauffage à long terme, favorisé par la réduction des ponts thermiques et la facilité de mise en œuvre d’une forte épaisseur d’isolant entre les montants de l’ossature.
Il est également possible de réaliser des éléments de charpente en panneaux de bois. À condition qu’elles soient bien calculées, les charpentes réalisées avec des panneaux sont relativement économiques.

## Risques biologiques, les insectes
En France, les dégâts des termites sont limités à des régions particulières du Sud-Ouest. D’autres insectes xylophages sont courants.

## Risques biologiques, les champignons

### Développement causé par l'humidité
Une attaque de champignons ne peut commencer que si l’humidité du bois excède 20 % (voire 22 à 25 % pour des bois plus résistants). L’humidité normale d’un bois est de 6 à 8 % dans une maison avec chauffage central (humidité relative de l’air ± 45 %) ; 10 à 12 % dans une ambiance intérieure (20 °C), avec air à 60 % d’humidité ; 12 à 18 % pour un bois extérieur sous abri avec une humidité relative de l’air ± 75 %.
Les circonstances habituelles d'humidités dans la construction peuvent affecter les bois mis en œuvre qui sont exposés à celle-ci de manière trop importante: eau stagnante; eau de condensation; humidité capillaire le long des murs; conduites d'eau non étanches ou cassées; humidité de l'air longtemps trop élevée; humidité du bois trop élevée lors du montage; confinement; et les problèmes de champignons découlent souvent d'un problème de mauvaise conception qu'il est possible d'éviter.
La prévention constructive comprend toutes les mesures visant à protéger le bois de l’action des intempéries et de l’humidité. Elle a pour but de réduire gonflements et rétrécissements indésirables du bois, tout en maintenant sa teneur en humidité en dessous des seuils critiques, afin de se prémunir d'une attaque par les champignons ou le bleuissement. Quelques règles de base et quelques détails constructifs types assurent la pérennité du bois. L’eau tombe en hydrométéores, il faut donc avoir un bon toit ou un bardage efficace. Le bois gagne à être placé loin du sol plutôt que dans un carcan imperméable. À l’ère de l’isolation et des membranes étanches, le bois doit pouvoir respirer et la vapeur d’eau qui se condense immanquablement doit pouvoir être évacuée rapidement du bâtiment.
Les piliers poteaux sont de préférence posés sur des soubassements en pierre ou en acier conçus pour éviter les remontées par capillarité et à favoriser l’évacuation rapide de l’eau: ils sont éventuellement posés sur une lisse basse, posée sur le soubassement; la surface du sol peut être étudiée pour amortir ou détourner les gouttes des pluies battantes (La terre nue fait rebondir en plus de l'eau, la boue sur la façade): les graviers sont une solution simple et efficace à ce problème, un filet d'eau ou une grille peuvent aussi être envisagés.
L'« humidité confinée » est une humidité qui a pénétré à l'intérieur d'une paroi et qui ne peut en sortir du fait d'un vice de conception. Elle est la cause principale des problèmes de dégradation par l'humidité qui peuvent survenir.
Les pièces d'eau comme la salle de bains, la cuisine et la buanderie produisent beaucoup de vapeur d'eau. Celle-ci se condense et si une ventilation conséquente n'est pas assurée. Le moyen simple d’aérer soigneusement la pièce en question n'est pas toujours possible de manière systématique. La condensation apparaît lorsque la température des parois est inférieure au point de rosée. Dans les constructions à ossature bois, ce phénomène ne se produit que très rarement à la surface mais il apparaît parfois à l’intérieur des parois, entraînant des désordres pathologiques. Les dégradations provoquées par ce type de condensation (pourrissement, moisissures destruction de l'isolant) peuvent être très importantes car leurs manifestations restent longtemps invisibles. Pour l’éviter, on conseille en général de placer un pare-vapeur devant l’isolant, côté intérieur, dont on assure la continuité, ce qui est un travail très délicat, surtout dans les détails. Le risque est très important, que toute la pression de vapeur se concentre aux endroits critiques, car c’est toujours là que le pare-vapeur se déchire. Un panneau continu d’OSB classe III paraffiné peut remplacer avantageusement le pare-vapeur, à condition d’utiliser une isolation respirante et de respecter cette règle de base: « les composants de la paroi doivent être de plus en plus perméables de l’intérieur vers l’extérieur ».
Les revêtements doivent être posés en prévoyant un léger jeu permettant aux lames de subir sans dommage les retraits et gonflements dus aux changements de l’hygrométrie ambiante. L’humidité des bois devrait égaler, au moment de la pose, celle qu’ils auront en service (10 % pour le plancher, 16 % pour la charpente).
Les parties en bois qui sont encastrées trop étroitement dans une maçonnerie (une poutre dans un mur porteur par exemple) sont un cas particulier et important de risque de pourrissement: lorsque les poutres sont posées à joint serré dans les engravures murales, l’humidité ne peut pas facilement s’échapper. L’engravure dans le mur pour ces poutres devrait être suffisamment grande pour laisser un espace d’au moins 1,5 cm sur les côtés et l’extrémité de la poutre pour ventilation.
L'humidité remonte aussi en toiture. Les charpentes restent souvent apparentes, surtout dans les bâtiments anciens, et cela a un effet protecteur pour le bois. La ventilation constante évite la formation de moisissures. Il convient d'être attentif, dans une rénovation par exemple, à ne pas enfermer le bois dans l'isolation: si les combles servent de grenier, il est plus intéressant d'en isoler le sol, ce qui évite de devoir chauffer ce volume non habitable d'où réduction de la consommation d'énergie; si on transforme les combles en pièce habitable, on prend soin de placer l'Isolation thermique de manière qu'elle n'enferme pas le bois. Ceci peut être réalisé notamment en décalant le tapis d'isolant vers l'intérieur, de manière à laisser circuler l'air derrière lui. On prévoit une entrée d'air en pied de toiture et une sortie d'air en faîte.
Un pare-vapeur (ou un freine-vapeur) est requis sur le côté chaud des murs et des plafonds. Mais même lorsqu’un pare-vapeur est utilisé, une certaine quantité d’humidité se présente autour des tuyaux et autres ouvertures, et parfois même à travers le pare-vapeur lui-même. Si l’humidité s’accumule à l’entre-toit ou sous les couches extérieures d'un toit plat, la vapeur d'eau peut se condenser à certains endroits et causer des dommages. La meilleure méthode pour enlever cette humidité sous les toits est toujours de ventiler suffisamment. Il est courant de pratiquer des ouvertures sous le débord d’un toit sur pignon ou en croupe. Le mouvement de l’air par ces ouvertures dépend principalement de la direction et de la vitesse du vent. Des ouvertures supplémentaires près du faîte améliorent le système. Un évent continu ou une fente grillagée conviennent pour ventiler un toit plat lorsque l’isolant est placé entre les solives de toit au niveau du plafond. Chaque espace entre les solives doit être ventilé. Lorsque l’isolant est installé sur le revêtement de toit, l’aire entre les solives ne doit pas être ventilée.
Il faut aussi apporter une attention particulière aux bois de bout, les extrémités de ferme, les évidements et les perforations car ces parties absorbent plus vite l'humidité par capillarité dans les vaisseaux du bois. On leur applique une coupe de biais ou on les recouvre d'un bouche-pores. Lorsque la condensation est inévitable, on doit prévoir l'élimination de l'eau. Il faut penser à ventiler les vides sous planchers et sous combles.
Le schéma en annexe représente une coupe dans une jonction mur-toit, dans les systèmes poteau-poutre et ossature bois. Exemples adaptés à un climat océanique: l'air ventilant les bardages et la toiture est représenté par les flèches grises.

#### Fondations
Pour les fondations, il y a lieu d'étancher les fondations à leur point de jonction avec l’ossature en y appliquant une couche d’étanchéité ou coupure de capillarité. Coupe technique dans le cas d’une dalle sur sol et fondations indépendantes en béton. Si un pare-vapeur n’est pas utilisé sur la surface du sol, les vides sanitaires sont sujets à devenir très humides et les pièces de charpente exposées à ces conditions susceptibles de pourriture. Le vide sanitaire devrait également être ventilé. Lorsque l’espace est chauffé, les couvercles de ventilateur devraient être enlevés pendant l’été pour une meilleure ventilation. Le vide sanitaire ne devrait pas être construit en bois mais avec de la pierre ou du béton.
L'eau arrive sur le sol avec une certaine puissance et peut éclabousser la façade ou les éléments porteurs. Le débord de toiture est un premier élément réduisant le phénomène. La fondation doit s’élever suffisamment au-dessus du niveau du sol du jardin (au moins 20 cm), sol qui sera de préférence incliné vers l'extérieur pour écarter l’eau de surface de la maison et pour protéger de manière satisfaisante la finition en bois et les pièces de charpente contre l’humidité du sol. On draine aussi l’eau sous la surface du sol, pour empêcher que le sous-sol soit humide. Pour ce faire un drain ou un tuyau perforé sont posés au périmètre de la maison.
Les contacts directs avec le sol sont à éviter : à moins que le bois soit d’une essence très durable: un poteau posé sur un soubassement dur (pierre, béton…) est à préférer, mais l’eau qui s’infiltre par capillarité entre les deux trouve du bois debout et pourra remonter dans les fibres ; la pose d’une lisse basse sous le poteau oppose à l’eau capillaire des fibres couchées, qui l’absorbent beaucoup moins, d’où une longévité plus grande; la séparation du bois de l’assise par des pièces de métal est recommandée.

#### Protection mécanique

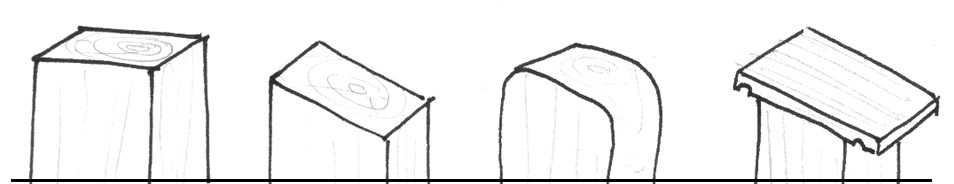
Potelet en bois en extérieur. Un poteau coupé droit sera vite détérioré par l’eau qui y restera stagnante. Une coupe biaise est à conseiller. Un produit de protection est à prévoir car le bois présente ses fibres de bout à la pluie. Les angles fortement arrondis(3 a 5 mm) empêchent les blessures et les détériorations mécaniques du bois. À droite - la meilleure solution - une planche protège le poteau tout en présentant des fibres couchées à l’eau, qui ne pourra que difficilement y pénétrer.

Pour les pergolas, poutres et charpentes prolongées vers l’extérieur, il est dans l'usage de prévoir des revêtements en cuivre, en zinc, en tôle, ou autre, sur la face supérieure des éléments en bois exposés aux intempéries. Les éléments exposés à la pluie ne présenteront pas de bois de bout vers le haut, seront coupés de biais plutôt qu’horizontalement, auront des profils étudiés pour le rejet de l’eau.

#### Pare-vapeur, freine-vapeur
On conseille en général de placer un pare-vapeur du côté intérieur de l’isolant. Le problème majeur de cette technique est que les trous, inévitables, de cette couche imperméable (par les clous, déchirures accidentelles, joints au droit des châssis etc.) vont concentrer la vapeur à des endroits qui vont devenir critiques; aux endroits desquels vont en premier lieu se poser des problèmes d’humidité. Il est préférable de placer un panneau d’OSB (18 ou 22 mm, classe III Sterling , très dense, contenant de la paraffine) qui jouera le rôle de freine-vapeur. Les joints entre les panneaux doivent être étanches. L’humidité ne traverse que très lentement cette couche, et à condition que les matériaux du mur soient progressivement de plus en plus perméables à la vapeur (il est donc exclu d’isoler avec du polystyrène expansé qui est étanche), l’humidité sera progressivement transportée à l’extérieur sans causer de dommage. Il est possible qu’un peu d’eau se condense un peu partout, lorsqu’il fait très froid, car le point de rosée peut être atteint. Ce problème est de moindre importance qu’un problème de pare-vapeur troué où toute l’eau condense au même endroit et où l’humidité peut véritablement devenir problématique. Un système plus sûr, consiste à poser entre l’isolant et la lame d’air, un panneau de sous-toiture « softwood » (Celit 4D ou Gutex) isolant et respirant, perméable à la vapeur d’eau mais résistant à l’humidification accidentelle, qui évite que le point de rosée de l’air soit atteint dans l’isolant même, en séparant thermiquement celui-ci de la lame d’air.

#### «Protection sur plan» ou dispositions architecturales
Un certain art de construire qui choisit des essences appropriée, qui écarte les eaux de ruissellement du bois, qui fait jouer la ventilation, etc. s'est transmis par bribes dans certains corps de métiers et il est difficile de retrouver ce savoir dans son intégralité. On trouvera de nombreuses références de livres qui traitent de la préservation du bois, parlant de protection chimique en grande partie, mais qui ne traite que très rarement des dispositions architecturales en détail, qui vont au-delà de conseils approximatifs du type : « Prendre des dispositions au niveau de la construction pour empêcher que ne se créent dans le bois mis en œuvre des conditions permettant le développement de parasites, etc. ». Trop de constructions en bois (façades, jeux, bancs) mal conçues, sont protégées par le seul traitement-choc d'une imprégnation (toxique et non durable) à l'arséniate de cuivre chromé (CCA). Certaines vieilles charpentes, entièrement en bois, ont résisté aux injures du temps sans traitements modernes. Ce qui indique un savoir ancien (qui consiste par exemple à passer au feu le pied des piquets avant enfouissement) qui est perdu ou n'est plus considéré. Conscient de la fragilité du matériau, les premières mesures de protection du bois vont souvent être étudiées au moment de la conception architecturale d'un ouvrage en bois.

### Champignons lignivores (destructifs)

#### Pourritures brune et blanche
- Pourriture brune ou cubique (dégradation de la cellulose)
  - Mérule pleureuse
  - Coniophore des caves
  - Fibroporia vaillantii
  - Lenzites
  - Gloeophyllum
- Pourriture blanche (dégradation de la lignine)
  - Trametes versicolor

#### Mérule
La mérule est le champignon lignivore jugé le plus dangereux en France pour les constructions. La mérule pleureuse est capable de détruire une charpente en six mois. Présente dans l'air sous forme de spores, elle se développe dans l'obscurité en environnement humide. Son traitement demande des travaux spécialisés coûteux et l'utilisation de Javel ou autres produits ammoniaqués sont à proscrire, l'ammoniaque dont il se nourrit favorisant son développement.

### Pourriture molle (dégradation de la cellulose)
Les champignons de bleuissement (fragilisants) :
- Classification : Champignon du bleuissement. Distinction entre bleuissement primaire et secondaire.
- Description et apparence : Coloration bleue à noire. Pénètre souvent de plusieurs centimètres dans le bois.
- Conditions de développement : Température : 15-40 °C. Humidité du bois supérieure à 25 %.
- Destruction du bois : Il n’y a pas de destruction du bois mais seulement une coloration.
- Origine et causes :
  1. Bleuissement primaire : c’est généralement l’aubier de sciage et du bois de construction fraîchement sciés qui sont attaqués (pin, parfois aussi sapin, épicéa et mélèze ainsi que certains bois exotiques tels que le koto, par exemple).
  2. Bleuissement secondaire : bois non traité ou vernis exposé aux intempéries (portes de garages, portes, revêtements de façades, piscines couvertes, patinoires, etc.). Les résineux employés à l’extérieur doivent, selon la norme française, être traités contre le bleuissement, par des produits répondant à la norme T 72-085.
- Importance économique : l'origine du bleuissement primaire sur des bois de construction et sciages fraîchement sciés peut entraîner de lourdes pertes dans les scieries car les lots bleutés sont difficilement vendables. Les dommages causés par le bleuissement secondaire sont plutôt de nature esthétique que physique.
- Utilisation particulière : en marqueterie pour obtenir un placage bleu (au XVIIe siècle).

Les grumes peuvent déjà être attaquées par le bleuissement. Les trous creusés par les bostryches ou les fentes de séchage sont des portes d'entrée idéales pour les champignons de bleuissement.

### Moisissures
- Classification : champignon de surface colorant le bois.
- Description et apparence : ne vit que sur la surface du bois, sans pénétrer dans la masse. Donne souvent une apparence d’ouate ou de duvet.
- Conditions de développement : température: de 24 à 28 °C. Humidité du bois: de 30 à 150 %. La croissance est favorisée par de l’air humide et stagnant.
- Destruction du bois : il n’y a pas de destruction du bois, seulement une coloration qui peut être noire, jaune, rouge ou verte.
- Origine et causes : attaque le bois fraîchement scié mais aussi le bois séché, dans des constructions mal aérées et souvent chauffées. Ce type de champignon peut apparaître sur n’importe quelle surface, du papier peint au plastique. Les inconvénients de ces champignons sont d’abord d’ordre esthétique mais ils peuvent induire des gênes respiratoires et des réactions allergiques chez les personnes sensibles.

## Choix et protection des essences
Après avoir conçu la construction dans ses détails et établi les classes de risque, on peut choisir l’essence adaptée à chaque utilisation. Les bois soumis à une humidification intense (meubles de jardin) seront de préférence choisis de classe de durabilité I (très durables), les bois soumis à une humidification occasionnelle (parois verticales non protégées) de classe II, etc.
On trouve des bois naturellement résistants en Europe ou ailleurs. Lorsqu’on parle d’écologie, il faut penser à l’économie de produits que l’on réalise en préférant un bois durable mais aussi au problème de pollution et de déperdition énergétique (énergie grise) que pose le transport du bois venant de pays lointains. Il existe des bois durables dans la plupart des pays et il n’est donc pas nécessaire de chercher très loin.
Il est important de s’assurer que le bois que l’on achète provient de forêts bien gérées. Le premier label mondial attestant la bonne gestion des forêts est le Forest Stewardship Council (FSC). Il fut mis au point après la Conférence des Nations unies sur l’environnement et le développement à Rio de Janeiro en 1992, pour les aspects sociaux et environnementaux du commerce du bois. Il est possible que se mette prochainement en place un label ISO 14000 équivalent.
Il existe un label européen, Programme de Reconnaissance des Certifications Forestières (PEFC), qui commence à s’étendre au Canada et à d’autres pays, mais ne traite pas des bois tropicaux.
En Belgique où la moitié du patrimoine forestier est divisé en petites propriétés familiales, le prix demandé pour une certification de bonne gestion par le FSC est fixe, quelle que soit l’importance de la propriété, beaucoup trop cher pour les petits producteurs. De plus, à chaque passage de génération il faut payer des droits de succession, assez lourds. Pour ne pas devoir vendre une partie des terrains, ou emprunter, les héritiers procèdent alors à des coupes massive, d’arbres trop jeunes. On plante aussi des arbres à croissance rapide, pour un retour sur investissement rapide.
Une erreur consiste à penser que les bois foncés sont plus durables que ceux de teinte claire, toutefois certains bois clairs sont tout aussi durables. Il arrive également qu’une même espèce présente d’importantes différences de teinte (Pour le Dark red Meranti : la teinte varie du rouge-brun foncé au brun rosâtre clair, le bois est utilisable en classe 3 si sa masse volumique est supérieure à 670 kg/m3, ce qui n’a rien à voir avec sa teinte).

### Classes de durabilité
Les bois peuvent être classés selon sa durabilité. La norme européenne EN 350.2 définit 5 classes de durabilité naturelle (c'est-à-dire sans traitement) du bois. Les essences de bois sont classées selon leur degré de résistance aux champignons (sans considérer les attaques d'insectes),.
| Classe | Description         | Longévité*  | Exemples d'essences de bois |
| ------ | ------------------- | ----------- | --------------------------- |
| I      | Très durable        | >25 ans     | Bilinga, ipé, padouk,       |
| II     | Durable             | 15 à 25 ans | Bangkiraï, châtaignier      |
| III    | Moyennement durable | 10 à 15 ans |                             |
| IV     | Peu durable         | 5 à 10 ans  |                             |
| V      | Très peu durable    | <5 ans      | frêne blanc d’Amérique      |

* La longévité est définie comme la durée de vie moyenne d'un poteau d'une section carrée de 5 cm enfoncé partiellement dans le sol. Cela concerne le duramen et non l'aubier, ce dernier étant toujours considéré comme classe V.
Il ne faut pas confondre la classe de durabilité avec la classe de risque (norme EN 335), qui est aussi une échelle de 1 à 5, mais inversée: le risque le plus élevé est le 5 (bois en contact avec de l'eau salée).

### Essences de bois européennes
Ici sont détaillés quelques bois européens, avec quelques précisions de teinte et particularités :

#### Chêne
Le chêne est l’espèce feuillue la plus utilisée dans le Nord de l'Europe. Son dessin et sa couleur caractéristique sont connus pour les meubles, les poutres de plafond, les escaliers des vieilles demeures. Le chêne pousse en Europe et dans d’autres régions. Ls dénominations commerciales « chêne du Brésil » ou « Chêne asiatique » sont utilisées pour des bois n’appartenant pas au genre Quercus et sont donc abusives. La dénomination courante de Chêne est réservée aux espèces Quercus robur et Quercus petraea, qui ont une bonne durabilité (II-III). Le chêne blanc d’Amérique (Quercus alba) ressemble fort au chêne d’Europe mais pousse plus vite. Les chênes rouges d’Amérique (Quercus rubra et les espèces apparentées) ont une durabilité moins élevée (IV). Les chênes ont tendance à se fissurer lors du clouage et contiennent des tannins qui peuvent, en présence d’humidité, donner une coloration bleu-noir aux endroits en contact avec des matériaux ferreux.

#### Robinier faux-acacia
Bois durable qui pousse en Europe continentale, le robinier peut être utilisé en classe 4 (le seul feuillu français de classe 4 naturelle - surnommé le teck d’Europe) sans traitement. Il résiste même aux termites. Hors sol et exposé aux intempéries, il peut résister soixante ans. Ses dimensions réduites limitent son utilisation. Il est difficile de s’en procurer en grandes longueurs. Le robinier est aussi un bois très nerveux (ce qui est la cause des dimensions réduites des pièces) et se fend rapidement s’il est soumis à des contraintes. Mais en petites sections, il constitue une bonne alternative aux bois tropicaux.

#### Mélèzes
Le genre des mélèzes, Larix, comprend une dizaine d’espèces, toutes originaires de l’hémisphère Nord. Ces Mélèzes sont durables, de classe 3, et ont un aubier peu large très distinct. La densité des mélèzes de montagne peut atteindre 750 kg/m3. Leur rigidité et leur densité forte en font un excellent bois de structure et d'apparence.

#### Douglas
Il ressemble à du sapin mais avec une teinte plus rougeâtre (appréciée comme lambris), il a une durabilité élevée, de classe 3, mais avec un aubier important. Comme en plus il pousse vite, il est devenu un bois de charpente très utilisé en France.

### Période de coupe et séchage
La qualité d’un bois, en plus de l’espèce, dépend aussi du climat, du sol, des conditions de pente dans lesquelles il a poussé, de la période à laquelle on l’a coupé et de la façon dont on l’a séché et débité.
La période d'abattage des arbres décrit l'ensemble des jours propices pour l'abattage d'un arbre selon diverses considérations concernant la qualité du bois et son exploitation ultérieure, l'accessibilité, etc. En Angleterre et en France une tradition hivernales se développe entérinées par l'ordonnance de 1669 de Colbert et en Angleterre, par Jacques 1er Stuart en 1604. Mais la période d'abattage depuis l'antiquité, a fait l'objet de débats et n'a jamais été unanime. En Europe la sagesse populaire a dicté les périodes d'abattage, liées le plus souvent aux fêtes catholiques, qui étaient les repères temporels les plus faciles dans une société où la population ne possédait pas de calendrier: Le Chêne à Noël, le Bouleau entre les deux Notre Dame (entre le 15 août et le 8 septembre). La croyance erronée veut que pendant les périodes de dormance hivernale, la sève descende dans les racines: le bois ainsi naturellement purgé de ce qui le rend nutritif serait protégé des insectes, etc. Une manière de prévoir les dates de coupe des arbres en fonction de la conservation future consisterait aussi à se baser sur la lune, tradition qui ne fait pas l'unanimité mais dans laquelle une distinction peut être éventuellement faite :
- lorsque la sève risque de favoriser champignons et insectes : il faut couper les arbres hors sève, c’est-à-dire en lune descendante et en saison de repos végétatif de l'espèce, c’est-à-dire en général l'hiver en climat atlantique, en février-mars ou parfois en août-septembre en zone méditerranéenne, etc. Ce cas concerne en général tous les feuillus (ne pas confondre « lune descendante » qui concerne la baisse de la lune par rapport à l'horizon (position « au-dessous de l'orbite du soleil ») et « lune décroissante » qui concerne la phase de lune allant de la pleine lune à la nouvelle lune) ;
- lorsque la sève protège le bois (cas des résineux) : il faut au contraire couper le bois en sève, c’est-à-dire en lune montante et en saison de croissance (ne pas confondre « lune montante » — position au-dessus de l'orbite du soleil — et « lune croissante » qui concerne la phase de lune allant de la nouvelle lune à la pleine lune) ;
- les bois tropicaux ne connaissant pas de saisons, on y pratique parfois l’Annélation, c’est-à-dire qu’on enlève un anneau d’écorce au pied de l’arbre, pour empêcher la sève de monter. L’arbre perd alors ses feuilles. Après cet hiver artificiel, on coupe l’arbre, qui a déjà séché sur pied. L’annélation se pratiquait aussi en période hivernale et on laissait ainsi l’arbre sécher sur pied pendant un ou deux ans. Cette pratique est aujourd’hui interdite pour cause de risque de propagation des maladies… En Scandinavie, on pratique aussi l’étêtage. Les résineux, le hêtre, les bois blancs et à duramen non distinct doivent être abattus avant la fin avril. Éventuellement exploiter les bois riches en amidon (frêne, charme) en mai.

Ces théories suscitent peu d’engouement parmi les professionnels du secteur aussi parce qu'elles ne sont pas confirmées scientifiquement (l'Angleterre s'est montrée plus critique que la France et abandonné les anciennes traditions de manière plus décisive qu'en France). Un déterminant du choix hivernal provenait de ce que le sol était solidifié par le gel en hiver et était propice au carroyage : le transport par flottage sur les rivières se faisait à la débâcle, au printemps. Au Canada l'abattage hivernal a été abandonné avec le transport par camion. C'était aussi un travail de saisonnier: dans les champs pendant l'été, l'agriculteur se faisait bûcheron en hiver. Ce système avait un avantage supplémentaire : les chantiers n’étaient entrepris qu’en printemps-été, période où les constructions sèchent plus vite et dès lors risquent moins d’être attaquées par les champignons. Le travail saisonnier n'est plus trop de mise aujourd'hui.
Des particularités traditionnelles ou historiques sont éventuellement à signaler:
- Le pin gemmé est un pin maritime dont on a récolté la résine pendant de longues années. Lorsque l’arbre est trop vieux on le coupe et on l’emploie, comme les autres pins, en construction. On a remarqué que les pins gemmés ont une durabilité plus grande que ceux qui n'ont pas été gemmés.
- On raconte que le bois utilisé pour les constructions importantes, comme les cathédrales, était coupé par lune descendante, quelques jours avant la lune nouvelle, par vent calme de Sud, Sud-Ouest…
- Tout le monde s’accorde à dire que le Hêtre est non-durable. Pourtant, Jean-Marie Satgé, scieur de bardeaux de robinier dans la région de Biarritz-Lourdes, a repéré un jour une toiture en bardeaux de Hêtre non traité, vieille de cinquante ans. Selon les critères de durabilité communément admis, c’est parfaitement impossible. Mais si ces bardeaux avaient été coupés au bon moment de l’année, à la bonne lunaison, etc.
- En Europe, on considère que la rudesse du climat des Alpes confère aux arbres une résistance et une durabilité supérieures. On dit aussi que les chênes destinés aux constructions navales devaient provenir de terrains très humides[réf. nécessaire]… Les bois des versants Nord sont plus durables que ceux des versants sud, car ils se développent moins vite et les cernes sont plus serrés.

#### Séchage
Les grumes sont débités immédiatement après abattage, les résineux son écorcés. La dessiccation lente sous écorce est réservée aux bois durs et très durs[réf. nécessaire].
Conservation après le séchage :
- si le bois a été séché naturellement : conserver sous hangar sec, éviter le contact avec le sol et le contact des grumes entre elles au moyen de cales, chauler les bouts (plus fragiles) ;
- si le bois a été séché artificiellement : l’emmagasiner dans un local propre à lui conserver son état de dessiccation.

On peut stocker le bois quelque temps dans le local où il sera mis en œuvre de façon que son humidité soit en équilibre avec celle du local.
D’après Yves Hayot (bûcheron et négociant en bois), le mieux est de scier les bois juste avant la Noël, pour bénéficier du temps froid et peu venteux pour le séchage. On a un an pour « flotter » le bois, c’est-à-dire le laisser dans l’eau. Cette pratique permet à la sève de sortir du bois. Il faut trouver de la place pour faire cela, un fleuve de préférence, car la construction d’une cuve est vraiment très chère… Faute de fleuve, Yves Hayot se contente de scier le bois au moment de la commande car pour le bois de charpente, il n’y a pas besoin de séchage si le bois a été coupé au bon moment.
« Pour construire les stalles des cathédrales, le bois était coupé dès le début du chantier. On le stockait dans l’eau salée, puis on le dégorgeait dans l’eau douce. Le chantier étant très lent, le bois passait une période très longue dans l’eau. Une fois scié et façonné, il ne présente pas une seule fente. ».
On peut difficilement sécher un bois en dessous de 18 % à l’air libre. Pour certaines applications, on conseille le séchage artificiel.

### Protection artificielle
Il faut préserver le bois lorsque sa durabilité naturelle est insuffisante pour garantir la longévité d’un ouvrage, et uniquement dans ce cas. Les produits de préservation du bois contiennent des biocides dont il ne faut user, pour d’évidentes raisons de santé, qu’avec mesure.
Si l’architecte ou le concepteur d'un bâtiment a bien fait son travail de prévention physique et de choix approprié des bois, les produits ne devraient pas être nécessaires. En outre, les erreurs commises au niveau de la prévention constructive du bois ne peuvent être réparées, ni par des agents de conservation chimique, ni par d’autres traitements de surface qui ne feraient, au mieux, que retarder l’apparition des dégâts.
On traitera souvent la structure portante de la maison, même si le bois utilisé est durable par précaution: rares sont les bois qui peuvent véritablement résister à tous les insectes existants…
Certains produits comme les huiles et le bitume sont utilisés depuis toujours pour protéger le bois. D’autres produits naturels ont fait leur apparition plus récemment et utilisent dans leur composition beaucoup de substances connues depuis longtemps. Beaucoup de produits naturels ou biologiques existent mais les magasins n’en proposent généralement qu’une marque ou deux, et ceci uniquement pour des raisons de problèmes de stockage.

#### Traitement thermique
Le traitement thermique est un nouveau procédé, développé par exemple par l'École des Mines, à Wageningue aux Pays-Bas ainsi qu'au Canada, qui reste pour l'instant expérimental ; il est encore beaucoup trop tôt pour en connaître les véritables avantages et inconvénients.
Le chauffage devrait améliorer la durabilité et la stabilité dimensionnelle des bois, sans apport de biocides. Par une thermolyse (chauffage à 150-200 °C en milieu aqueux), un séchage conventionnel puis un deuxième passage dans un four, sec cette fois, cette technique fragmente l'hémicellulose en la liant à la lignine, elle-même aussi partiellement modifiée. Ceci provoque l'apparition d'une structure réticulaire et rend ces composantes du bois moins reconnaissables, donc moins accessibles, aux champignons.
L'hémicellulose ne peut plus non plus attirer l'eau présente dans le milieu ambiant et l'équilibre hygroscopique (EMC) du bois ne dépassera plus les 17 %. On se trouve donc en présence d'une matière qui n'est plus véritablement du bois, qui ne jouera plus de rôle régulateur d'humidité, mais, mis à part la dépense d'énergie pour les fours, cette méthode apparaît à première vue comme plutôt écologique, surtout pour des utilisations a haut risque comme l'extérieur.

#### Huiles
L’huile en général est le traitement de surface le plus simple, le meilleur marché et le plus écologique. Elle protège le bois de l’eau en jouant le rôle de bouche-pores. Elle imprègne le bois, est non filmogène, et laisse passer la vapeur d’eau, ce qui permet au bois de sécher s’il a été accidentellement humidifié, mais avec une moindre résistance, en particulier en présence de sollicitations mécaniques. Les retouches sont faciles à réaliser.
L’huile de lin est une protection naturelle utilisée depuis longtemps pour protéger tous les bois, intérieurs comme extérieurs sous abri. L’huile dure protège le bois de revêtements de sols tout en le laissant respirer, et a une certaine résistance aux sollicitations mécaniques.

#### Sels
Le sel de bore est une poudre blanche que l’on dilue dans l’eau pour en badigeonner le bois. Il est connu depuis longtemps comme protection intérieure contre les champignons et répulsif contre les insectes. À l'extérieur il est très vite lavé par la pluie et n'est donc pas utilisé. D’autres sels sont connus et utilisés pour la préservation industrielle, comme les sels de cuivre, chrome, arsenic, etc., qui sont très dangereux et absolument pas écologiques.

#### Bitume
L’asphalte naturel est utilisé depuis la nuit des temps comme protection des piquets de clôtures et des bateaux, les utilisations de bois les plus difficiles car les zones situées entre l’air et l’eau sont le terrain privilégié des champignons.

#### Peintures et vernis
Beaucoup de marques proposent des peintures dites naturelles. Pour pouvoir porter ce titre elles doivent contenir au moins 90 % de produits naturels.
Les lasures sont non filmogènes et laissent le bois respirer. Elles sont plus faciles à retoucher et à rénover que les peintures filmogènes. Les lasures portant les codes C2 ou C3 sont fongicides (sauf la nouvelle gamme des C3) et anti-bleuissement.
Les « Topcoats » sont semi-filmogènes et sont parfois appelés lasures satinées. Avec le code « CTOP », elles ont un effet anti-bleuissement.
Les peintures filmogènes empêchent certes l’eau d’atteindre le bois lorsqu’elles sont en bon état mais contribuent à créer les conditions de confinement propres au développement des champignons dès qu’elles présentent des imperfections. Les peintures acryliques ne pénètrent pas dans le bois et peuvent former des « cloques » où l’eau s’infiltre. Les peintures à l’huile restent plus longtemps adhérentes.
Le vernis est une couche transparente épaisse, dure et filmogène. Il est utilisé pour la finition des parquets, les rendant insensibles aux taches. Mais le vernis empêche le bois de respirer, le rend inodore et froid. Le feuil s’use et les retouches sont visibles.

#### Créosote

Piles traitées au Créosote. Usine de créosote du Pacifique. Creosote, Bainbridge Island.

La créosote est un produit chimique décrié, qui, après de longues années de service, a été interdite par la commission européenne, d’une directive adoptée le 26 octobre 2001. Cette directive interdit la vente aux consommateurs et s’applique aussi au bois traité à la créosote. Un comité scientifique de l’UE a en effet conclu d’une étude récente que la créosote a un potentiel cancérigène plus important qu’on ne le pensait, dépassant les limites permises aux termes de la législation existante, notamment à cause du benzo-a-pyrène (B[a]P). Il est possible de continuer à utiliser la créosote pour des applications industrielles, par exemple pour les traverses de chemin de fer et les poteaux télégraphiques, mais sa composition fera l’objet de restrictions plus sévères.

#### Législation en France
Un décret Bois du 15 mars 2010 a été pris pour imposer une quantité minimale de bois dans la plupart des nouvelles constructions. Il a finalement été annulé (le 24 mai 2013) par le Conseil d’État, à la suite d'une saisine des professionnels du ciment et du béton au motif que cette norme technique n'était pas « justifiée par un motif d'intérêt général en lien direct avec l'objectif poursuivi », ni « susceptible de n'avoir qu'une incidence indirecte sur l'environnement ».
Le précédent décret, du 17 novembre 2004 cadre donc ce secteur

## Métiers de la construction en bois

### Histoire
Dans les pays de forêt, le bois est le premier matériau utilisé par les hommes depuis des temps immémoriaux. Là où la végétation est rare, c'est l'argile qui est utilisée. Les premières constructions étaient constituées de troncs entiers éventuellement équarris. Il faudra attendre l'invention de la scie qui est nécessairement en métal pour voir apparaître les premiers bois d’œuvre débités en planches et en madriers. Une architecture plus évoluée en pan de bois se développe très tôt que les Romains appelleront Opus craticium. Lorsqu'il y a un étage ou une cave - hormis les planchers en voûtes maçonnés - le plancher est généralement en bois et repose sur des poutres quelquefois richement ouvragées, du même matériau. Le bois est apprécié pour ses qualités de résistance à la flexion. La charpenterie se développe chez les Grecs, chez les Romains qui la pratiquent dans l'élévation des cintres élaborés, préalablement à l'élévation des voûtes; au XIe siècle, les Normands, peuple de marins, appliquent à la charpenterie les moyens d’assemblage employés de tous temps dans la charpenterie navale. Le Moyen Âge porte l'art de la charpenterie à son complet développement jusqu'au XVIIe siècle où il décline. Le bois est employé dans l'ameublement, les ustensiles ménagers et la décoration. Il permet aussi de réaliser les boiseries qui habillent les murs faits en maçonnerie. Dans les grandes villes, les incendies fréquents conduisent à interdire de placer des pans de bois sur la voie publique afin de limiter la communication du feu d’un côté d’une rue à l’autre. Pour la même raison, il n’est pas permis d’élever des murs mitoyens en pans de bois. En Amérique du Nord, une tradition de maison à ossature légère en bois se développe début XIXe siècle, puis s'exporte au XXe siècle en Europe. Fin XXe siècle, les structures bois combinées à une isolation épaisse entre montants, constituent une paroi performante appréciée, dès lors que l'isolation devient une préoccupation majeure.
En charpenterie, les Grecs et les Romains préférèrent les essences résineuses, le sapin, le mélèze et le cèdre, lorsqu’ils avaient à couvrir un monument ; ces bois exigeaient des équarrissages plus forts que le chêne. Le Moyen Âge préféra le bois de chêne, dans le nord et l’ouest de la France. En Angleterre, les charpentes anglo-normandes, qui datent des XIIIe et XIVe siècles, sont, comparativement aux charpentes de l'Ouest de la France, de Bourgogne, de Champagne et de l’Île-de-France, beaucoup plus fortes comme équarrissage de bois et leur solidité provient en grande partie de l’imposante dimension de ces bois. En France, dès le XIIIe siècle l’art de la charpenterie s’applique à rechercher des combinaisons qui suppléent au faible équarrissage des bois employés, dès lors que les arbres de grande taille tendent à disparaître.
Les maisons à ossature légère en bois emploient aujourd'hui majoritairement des bois tendres de faibles sections, la résistance étant obtenue par multiplication des montants d'ossature.

### Fondation en bois

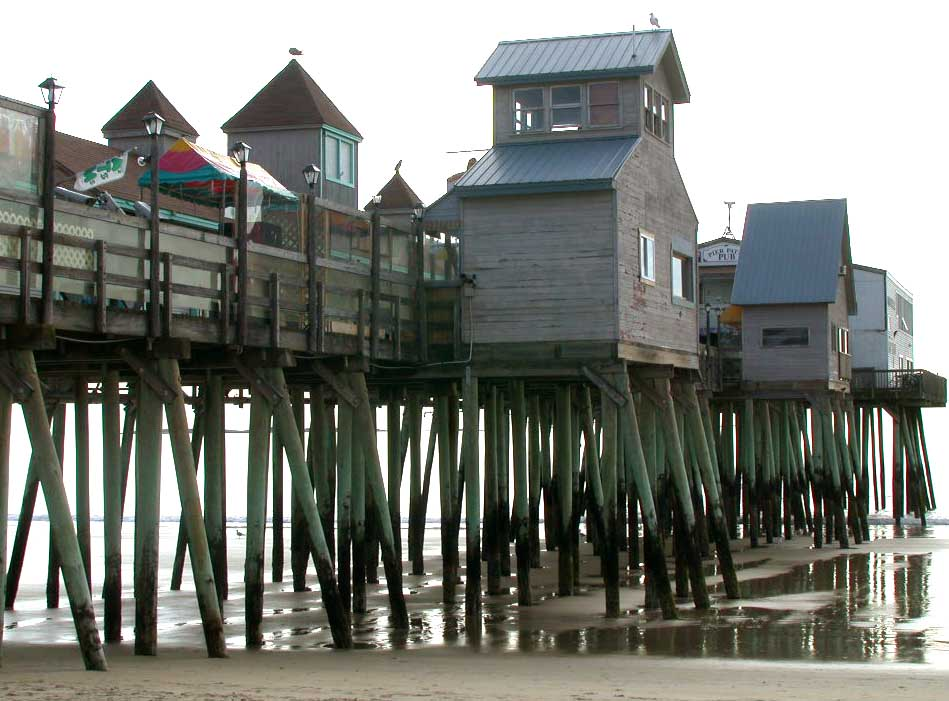
Old Orchard Beach (Maine).

Les pieux ou pilots peuvent être en bois de hêtre, sapin, chêne, et l'ensemble des pieux forment ce que l'on appelle le pilotis. Les pieux sont terminés, à la partie inférieure, par une pointe en fer forgé et leur tête garnie d'une frette également en fer, destinée à empêcher que le bois ne se gerce, ou ne s'écrase sous les coups de mouton.

### Construction par empilement en bois massif

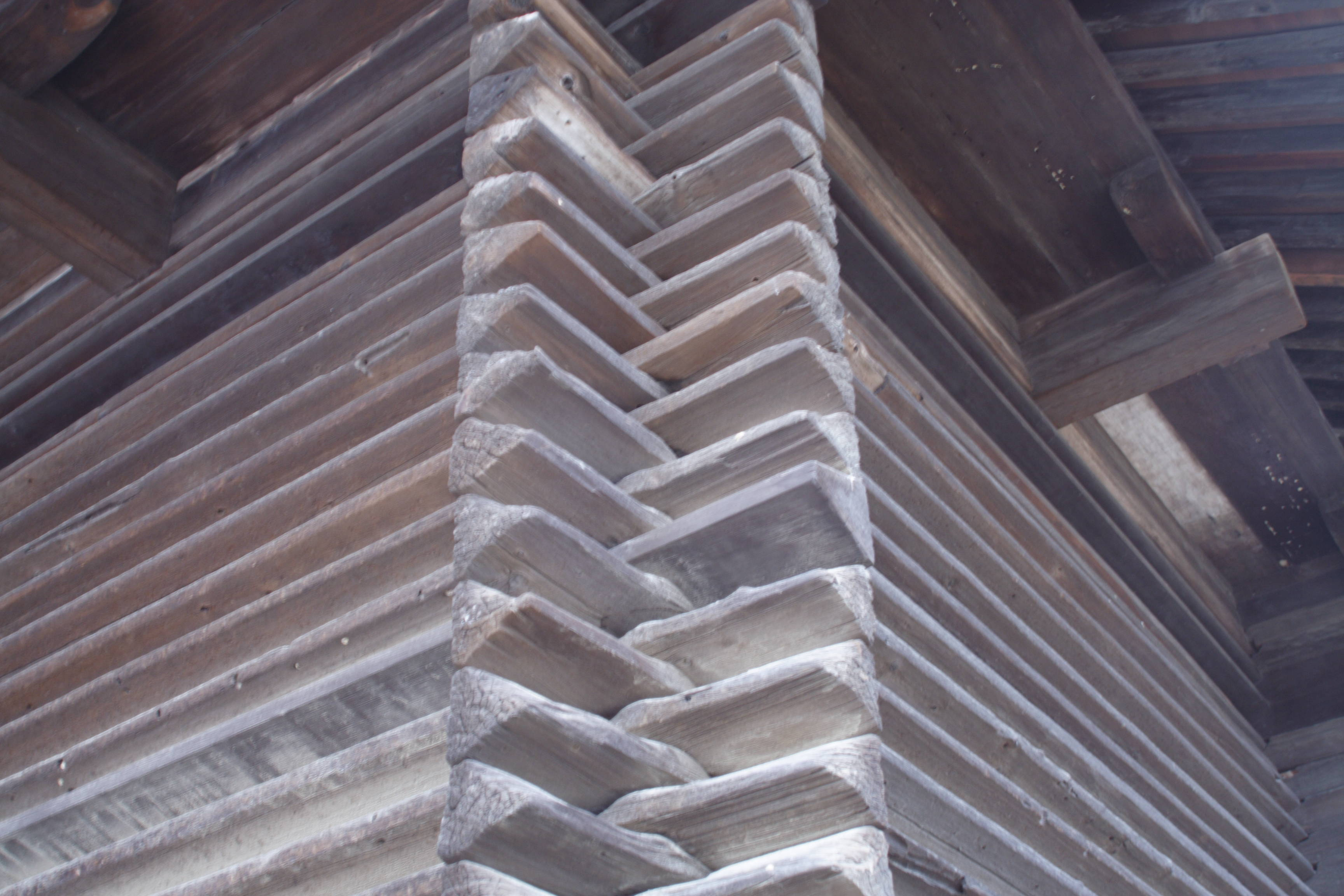
Dans l'Azekura-zukuri.

La construction en bois massif empilé est un système constructif en bois, faisant usage de troncs, rondins ou madriers de bois massifs. Ce système constructif emploie des grumes écorcées et ajustées les unes aux autres et entrelacées à ses extrémités. Ce système est répandu et employé traditionnellement dans les pays placés sur la continuité boisée de la forêt boréale, depuis le Canada jusqu'à la Russie (Isba) en passant par les pays scandinaves. On le retrouve aussi en Suisse et au Japon. Différents fabricants proposent par ailleurs ce modèle constructif adapté à des pays où il n'est pas traditionnel.
La construction à madrier ou à rondin est intéressante pour les gens qui ont décidé de ne s’entourer que de matériaux 100 % naturels. Elle est très dépensière en bois mais il n’y a ni isolation suspecte, ni problème de pare-vapeur. Elle pose d’autres problèmes tels que la difficulté de passer les tuyaux dans les murs, une isolation moindre, des fenêtres nécessairement petites, etc.

### Charpenterie

#### Tradition de charpente et pans de bois

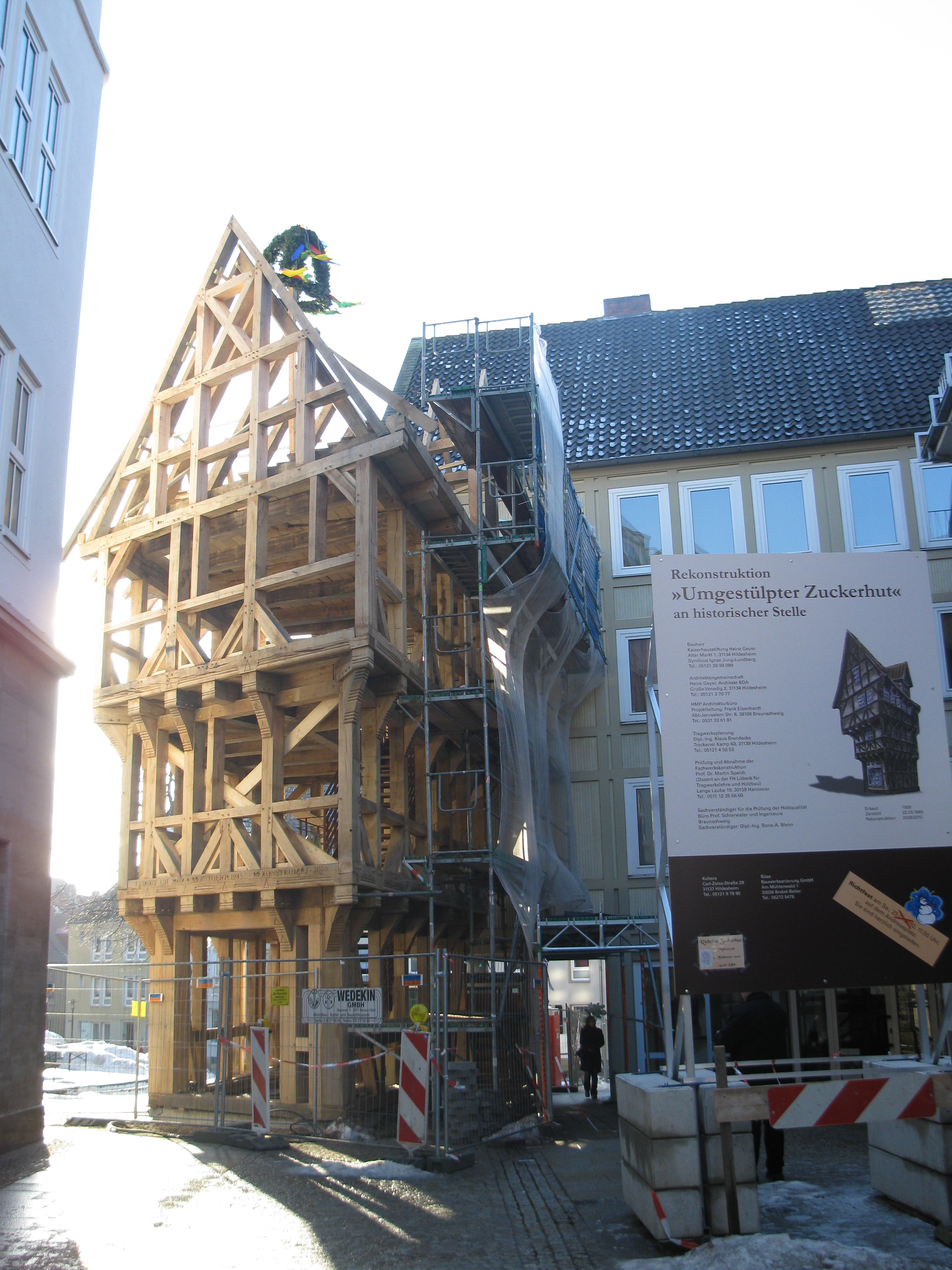
Reconstruction en 2010 de la maison à colombages dite le « Pain de Sucre renversé de Hildesheim », Allemagne, 1510.

L'usage était commun dans les villes, jusqu'à ce que les incendies à répétition en limitent l'usage, de construire les maisons tout en bois, charpente pour les toits et pan de bois avec hourdage pour les murs. Les planchers créaient d'étages en étages des encorbellements qui libéraient la rue pour les charrois. Le tout forme ce que l'on comprend par le terme de maison à colombages. Ouvrage de charpenterie, le pan de bois était composé de sablières hautes et basses, de poteaux, de décharges et de tournisses, formant de véritables murs de bois. Les romains construisaient aussi en bois — un système qui prend le nom d'opus craticium —, employant des bois courts comme plus maniables, ils les assemblaient solidement, et pouvaient au besoin élever des bâtiments de grandes hauteurs. Les peuples du Nord, et particulièrement les Normands, excellents charpentiers, mêlèrent à ces traditions antiques de nouveaux éléments, comme l’emploi des bois de grandes longueurs et des bois courbes, si fréquemment usités dans la charpenterie navale ; ils adoptèrent certains assemblages dont les coupes ont une puissance extraordinaire, comme pour résister aux chocs et aux ébranlements auxquels sont soumis les navires et jamais ils n’eurent recours au fer pour relier leurs ouvrages de bois. Les architectes romans, lorsqu’ils élevaient des pans de bois, laissaient peu de place aux remplissages et se servaient volontiers de pièces, sinon très épaisses, au moins très larges, débitées dans des troncs énormes, et formant par leur assemblage une lourde membrure, n’ayant guère d’espaces vides entre elles que les baies nécessaires pour éclairer les espaces intérieurs. L’assemblage à mi-bois fortement chevillé était alors un de ceux qu’on employait le plus souvent. On composait ainsi de véritables panneaux rigides qui entraient en rainure dans les sablières hautes et basses. Il est par la suite interdit de placer des pans de bois sur la voie publique, dans les grandes villes, afin d’éviter la communication du feu d’un côté d’une rue à l’autre, pas plus que pour les murs mitoyens.

#### Ossature légère

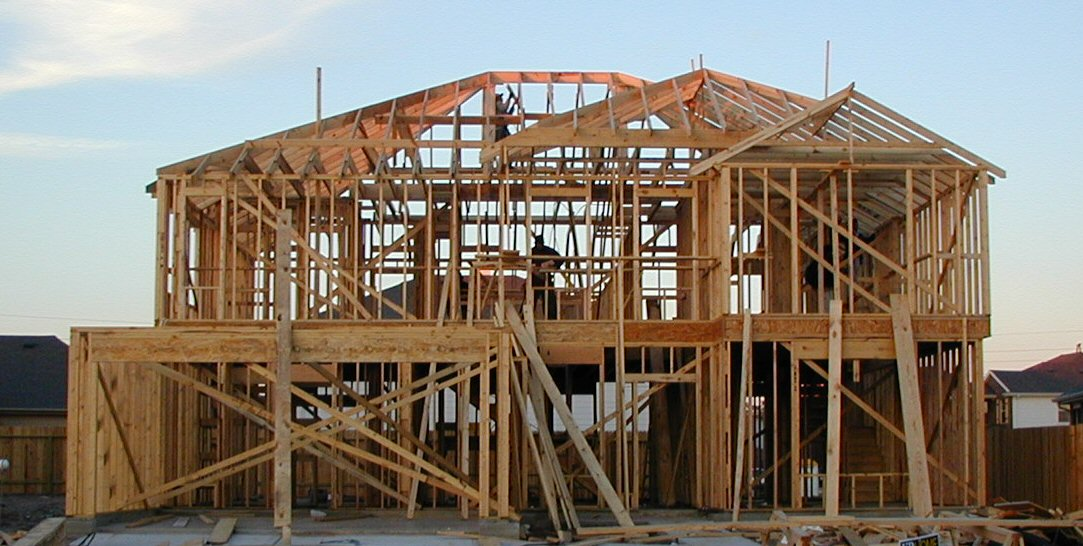
Ossature plate-forme, l'emplacement de l'étage supérieur est facilement discernable par les solives larges composant les planchers. La structure supérieure repose sur cette plate-forme.

La construction à ossature croisée dite « balloon frame » est une méthode de construction en bois - également connue sous le nom de «construction de Chicago» datant du XIXe siècle. Elle est utilisée principalement dans des régions riches en forêts de résineux de la Scandinavie, du Canada, des États-Unis, jusqu'au milieu des années 1950, et autour de la forêt Thetford à Norfolk, en Angleterre. Il utilise de longs éléments de charpente continue (les montants d'ossature, en anglais studs) qui s'étendent de la lisse inférieure (radier) à la lisse supérieure (sablière), avec des structures de planche intermédiaires fixées et clouées sur eux. Populaire lorsque les bois longs étaient abondants, le baloonframe a été largement remplacé par l'ossature plate-forme.
Courante en Amérique du Nord, la Société canadienne d'hypothèques et de logement (SCHL) rend disponible gratuitement, les détails et codes de bonne pratiques pour la construction de maison à ossature légère en bois du Canada. Mais il ne s’agit que du système à ossature, utilisé surtout en Amérique, et peu adapté aux climats de certaines régions d'Europe. La structure de petite section organise des murs portants en bois, souvent préfabriqués en atelier, et qui laissent peu de liberté dans les transformations ultérieures de l’espace. Les constructions à ossature bois préfabriquées sont très intéressantes pour les chantiers qui doivent aller vite.

#### Ossature lourde

##### Ossature bois type poteaux-poutres

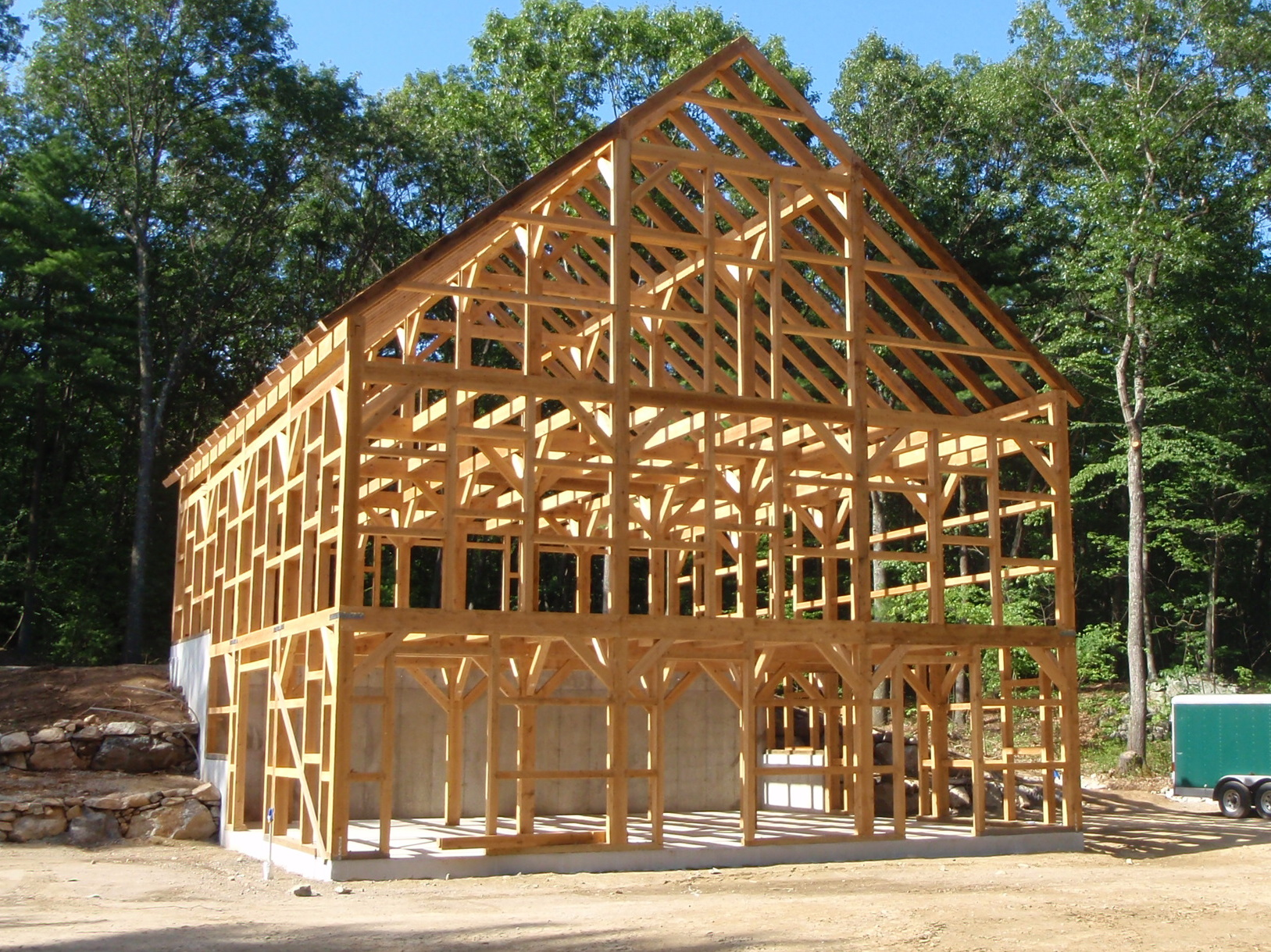
Ossature poteau poutre.

Post and beam est en anglais, un terme général pour la construction avec des bois lourds. On peut le traduire en français par charpente.
La façon de construire en ossature poteau poutre permet une liberté beaucoup plus grande que l'ossature canadienne du point de vue des aménagements car ce sont les poteaux, de large section, qui sont porteurs. Le système est modulable et adaptatif, et l'on peut cloisonner comme on veut entre cette structure, décider d’avoir des espaces larges et ouverts ou abattre des cloisons et changer d’organisation. Ceci est bien sûr impossible avec les systèmes en bois massif où les murs sont portants. La construction à poteaux-poutres est évolutive. La maison peut n’être que « fermée », sans cloisons intérieures, ce qui revient moins cher qu’une maison à ossature. Les cloisons peuvent être posées plus tard, lorsque l'épargne du propriétaire le permet, par exemple. À l'occasion d'une naissance, lorsque la famille s’agrandit, il est facile dans ce système constructif de changer la disposition des pièces ou d’agrandir la maison. Il est de plus facile de construire une telle maison sans produits chimiques: la charpente est construite avec du bois de qualité, n’est pas confinée. Si un problème se pose, il est visible, on peut prendre des mesures à temps. Les bois enfermés dans les murs ne portent rien d’autre qu’eux-mêmes et on peut décider de prendre le faible risque de les voir attaqués. Ces maisons auront une grande durabilité dans le changement.
Le système poteaux-poutres montre la structure portante, ce qui est rassurant quant à la stabilité, et la structure est ainsi mieux aérée et moins exposée au pourrissement. Au bord de la mer le vent est fort, l’aération se fera facilement, mais il faut prévoir de bons joints et un pare-vent derrière le bardage, pour éviter les courants d’air intempestifs. Par contre dans un fond de vallée humide et à l’abri du vent, les trous d’aération devront être surdimensionnés, et le pare-vent sera inutile.
La structure portante est disposée tous les 4 mètres, avec une section de 18 × 18 cm (facile à réaliser en rassemblant 3 profils standard de 6 × 18 cm. On les assemble avec des boulons traversants placés tous les 80 cm ou avec des plaques crantées.) Au droit des étages les assemblages se font en moisant les poutres et les poteaux. Le mur extérieur est placé extérieur à la structure, pour éviter les ruptures d’isolant. Les murs de cloison sont constitués de pièces de bois de petites sections, car non portantes, placées de préférence tous les 60 cm, car les panneaux enserrant l’isolation font 120 cm.
Si la structure est telle qu’elle forme des rectangles plus larges que hauts, ce qui est le cas le plus courant puisque les étages ont une hauteur de 2,5 à 3 mètres et que l’entraxe de la structure est de 4 mètres, l’ossature des murs sera posée verticalement. Dans le cas contraire, un double étage par exemple, l’ossature murale sera posée horizontalement dans le souci de limiter les portées.
| Système 1                                                                        | Système 2                                           |
| -------------------------------------------------------------------------------- | --------------------------------------------------- |
| Structure portante 180 × 180 mm                                                  | Structure portante 180 × 180 mm                     |
| Panneau d’OSB paraffiné 18 ou 22 mm                                              | Panneau d’OSB paraffiné 18 ou 22 mm                 |
| Ossature 160 × 40 mm + isolation semi-rigide 120 mm et lame d’air ventilée 40 mm | Ossature 100 × 40 mm + isolation semi-rigide 100 mm |
|                                                                                  | Panneau perméable à la vapeur mais pare-pluie       |
|                                                                                  | Tasseaux 40 × 40 mm + lame d’air ventilée 40 mm     |
| Bardage                                                                          | Bardage                                             |

##### Construction en panneaux de bois massif contre-collés
Cette technologie récente a fait ses preuves depuis plus de trente ans en Autriche et en Allemagne. Un bâtiment de 8 étages totalement en bois a vu le jour pour la première fois en 2009 grâce à cette technique. En utilisant au mieux les excellentes caractéristiques mécaniques de ce matériau, on possède une grande liberté architecturale. (grandes ouvertures, porte-à faux importants, découpes complexes et travaillées, etc.). L'utilisation importante de bois massif (les panneaux de forte épaisseur constituent la structure portante du bâtiment ainsi que les murs en eux-mêmes) apporte une inertie thermique et une régulation du degré hygrométrique intéressantes.

##### Murs
Tout le bois utilisé pour la charpente d’une construction à ossature bois doit être bien sec (teneur en eau du bois 19 % maximum) au moment de sa mise en œuvre. La lisse d’assise est posée sur l’arasement des fondations, soit :
- Si l’arasement est parfaitement de niveau, on pose la lisse directement dessus ou sur une garniture de mousse synthétique à cellules fermées.
- Si l’arasement n’est pas de niveau, on peut asseoir la lisse sur un lit de mortier.

Les poutres encastrées dans les murs sont susceptible de pourrir par manque d'aération. Il faut prévoir un dégagement frontal et latéral de 12 mm au moins.
La lisse basse se pose de préférence sur un soubassement en pierre ou en blocs d’argile, avec une couche d’étanchéité et une mise à niveau. On propose parfois de ne pas ancrer la lisse basse dans le soubassement, pour une plus grande souplesse dans la construction. L’ancrage n’est souvent pas nécessaire: le poids de l’ossature est bien suffisant pour interdire tout mouvement. Les maisons de colombage n’étaient jamais ancrées. Le plancher est posé sur la lisse basse.
Le type de structure murale dépend évidemment du système constructif, que ce soit en panneaux de bois massif (contre-collés), poteaux-poutres, ossature ou madriers. Mais dans les détails il faudra adapter chaque système au climat spécifique de la région. Les techniques de construction sont aussi variées que les climats et les mentalités.

### Hourdage (maçonnerie)

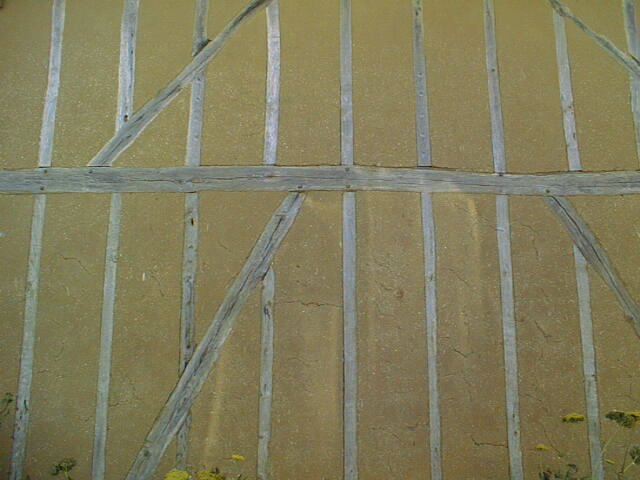
Façade d'une maison à pans de bois et torchis du Porcien.

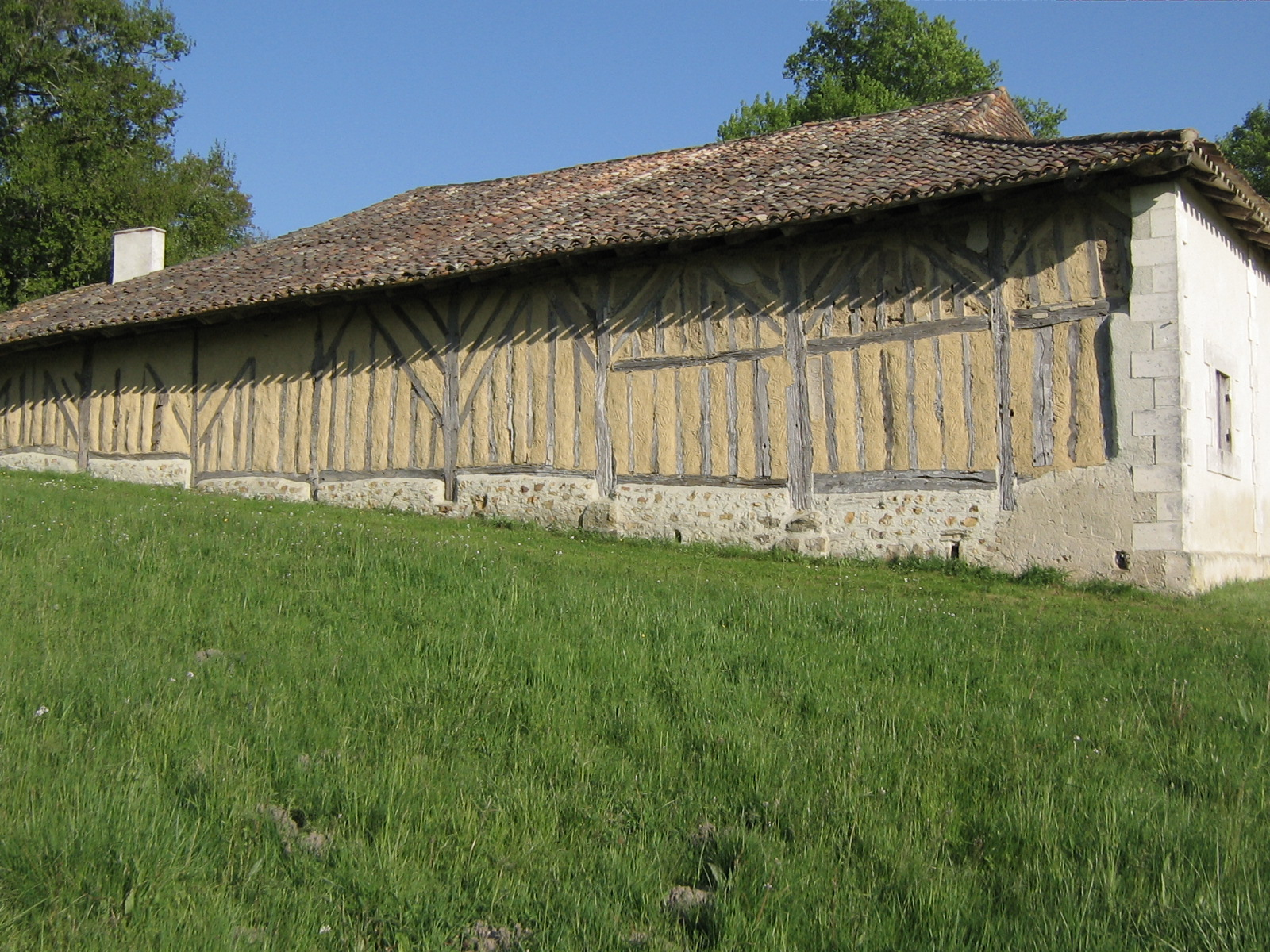
Ferme du Parcot - Murs en torchis (Dordogne)

Le hourdage, qui forme les murs et qui a un rôle de remplissage et de raidisseur était fait de briques (crues le plus souvent), de moellons ou de matériaux légers comme le torchis ou le plâtre.
Entre les poteaux et poutres de la structure, on met traditionnellement un mélange d’argile et de paille. La paille est isolante, la terre accumule la chaleur. Lorsqu’il pleut sur une telle façade, l’argile de surface, humidifiée, gonfle et pousse contre le bois, de sorte qu’il n’y a pas de joint où l’eau peut s’infiltrer. La masse d’argile ne s’humidifie pas. L’argile possède cette caractéristique étonnante d’être hygroscopique (absorber puis rejeter l’eau en fonction de l’hygrométrie de l’air) et en même temps d’être étanche dans sa masse. Ce phénomène se remarque bien dans les jardins à terre argileuse, où l’eau de pluie ou d’arrosage ne pénètre pas dans le sol, et forme des petites flaques. L’argile, donc, pompe l’eau qui se trouve à sa proximité, c’est-à-dire près du bois. Ce qui protège bien le bois, toujours asséché par l’argile qui se trouve contre lui. La Terre-Paille est un bon isolant acoustique grâce à la souplesse et la masse de la terre crue… Tout en étant très bon marché.
Mais il est difficile de respecter les normes actuelles d’isolation des parois avec ce système. En plus le joint entre les poteaux et le mur s’ouvre avec le retrait et l’air froid passe directement dans la maison si on n’a pas prévu de détail particulier. Il est possible de construire en torchis à condition de bien penser les détails, mais il faut faire appel à un spécialiste. Commencez le travail au printemps car il faut 2 mois chauds et secs pour que le torchis sèche. Si vous commencez en automne vous risquez de vivre tout l’hiver avec un mur humide très désagréable.
Le torchis se tasse et un joint énorme se forme au-dessus du mur en 1 mois ½ environ, joint qu’il faudra remplir avec des briques de torchis sèches.
Un tel revêtement est exigeant, et il faut le rénover de temps en temps, ce qui n’est pas toujours accepté par les habitants. On en a alors vu garnir l’espace entre les bois avec de la brique et du ciment. Ceci ne pose aucun problème dans une paroi intérieure, mais à l’extérieur, si la façade n’est pas abritée et que la brique subit la pluie, des ennuis peuvent survenir :
La brique souffre peu de l’eau de pluie. Mais sa structure alvéolée est poreuse comme une éponge. Elle se gorge donc d’eau de pluie (même par temps sec il y a de l’humidité dans les briques). Non seulement la brique ne pompe pas l’humidité contenue dans le bois, mais elle amène l’eau jusqu’à lui. Le bois est alors humide en permanence, et finit par pourrir aux endroits confinés…
Le pire est encore le recouvrement des façades à colombages par du ciment : il se produit des fissures au droit des bois, où l’eau rentre. Elle reste prisonnière à l’intérieur, faisant moisir toute la section, bien à l’abri des regards. Si on retire l’enduit et qu’on laisse respirer la structure, il est possible de la sauver.
Les étages peuvent être construits en encorbellement pour que la pluie battante ne les atteigne pas. Prévoir des profils, des renvois d'eau, des gouttières évacuant rapidement l'eau de pluie. On peut aussi construire des avant-toits en surplomb accentué.
Le bois en grosses sections pompe l’humidité par ses fibres. Si la base ou le sommet d’une pièce de bois est en contact avec l’humidité, elle pourrira très rapidement. Par contre, le bois résiste très bien à l’humidité perpendiculairement aux fibres. Tous les détails d’assemblage doivent donc placer aux endroits « dangereux » une pièce de forte section présentant ses fibres perpendiculairement à l’humidité.
Exemple sur une maison traditionnelle en colombages : Les poteaux verticaux sont protégés du contact de leurs fibres de bout avec l’eau :
- en haut : par une poutre horizontale portant le toit
- en bas : par la lisse basse sur laquelle ils sont posés.

### Menuiserie

#### Châssis de fenêtre
Les châssis de fenêtre présentent de préférence un profil chassant l'eau le plus loin possible vers l’extérieur, surtout dans la partie basse, qui est la plus exposée. Un grand « nez » taillé dans le même morceau de bois que le reste de la traverse est préférable à un petit profil rajouté.
Le bois doit être choisi assez rigide pour supporter les efforts auxquels la menuiserie est soumise (force du vent, mais aussi manipulation). Dans cette optique, la masse volumique est importante, du fait qu’il existe un rapport entre cette valeur et la rigidité d’une espèce de bois. C’est surtout pour les menuiseries extérieures aux dimensions plus importantes (2,50 m et plus) que c’est important. Pour les bois feuillus, une masse volumique de 500 kg/m3 est à conseiller, pour les résineux, 450 kg/m3. Si la masse volumique d’un bois est moindre, il faudra augmenter les sections prévues.
La stabilité dimensionnelle du bois est importante pour éviter les pertes d’étanchéité, les parties ouvrantes qui coincent, etc. On choisit une espèce dont la stabilité dimensionnelle est bonne ou, à défaut, une autre espèce, mais séchée avec soin. Pour information, on dit que le mouvement entre 60 % et 90 % d’humidité est:
- faible : mouvement inférieur à 1,5 % : stabilité dimensionnelle bonne
- moyen : mouvement entre 1,5 % et 2,8 % : stabilité dimensionnelle moyenne
- élevé : mouvement supérieur à 2,8 % : stabilité dimensionnelle faible

(en annexe, un tableau des mouvements de certains bois et une liste de bois convenant pour les châssis)
Des pièces de bois contenant du bois de tension ou de compression ne peuvent pas être utilisés en menuiserie extérieure (un arbre soumis à des contraintes risquant de le déséquilibrer ou de l’arracher, une pente raide ou des vents dominants par exemple, produit du bois de tension (feuillus) ou du bois de compression (résineux), dont le retrait-gonflement est tout à fait différent de celui du bois normal.)
Au droit des fenêtres, la pose d’un pare-vapeur est problématique ; les coupes théoriques du concepteur d'un projet ne sont pratiquement jamais totalement bien appliquées ; il en résulte des défauts d'étanchéité à ces endroits pourtant les plus sensibles.
Les laques ne pénètrent pas dans le bois, elles forment une couche imperméable à l’eau et à l’air. Pour cette raison il faut prendre quelques précautions avant de les appliquer : 
- Le bois doit être sec lors de l’application.
- Toutes les faces du bois doivent être traitées avec le même produit de finition. En effet, si l’extérieur du bois est laqué et l’intérieur lasuré, la vapeur d’eau venant de l’intérieur de la maison passe la barrière de la lasure, traverse le bois, et se retrouve bloquée de l’autre côté, entre le bois et la laque. Des moisissures peuvent alors se produire sous la couche de laque. Pour cette raison il est fortement déconseillé de peindre d’une couche filmogène les châssis non traités, car ils risquent de voir la peinture former des cloques, se fissurer, et le bois pourrir alors qu’il ne devait au départ pas être traité. Les anciens peignaient toujours une couche de peinture ou vernis supplémentaire à l'intérieur du bâtiment.
- Les façades exposées au Sud peuvent chauffer très fort en été, ce qui provoque aussi le craquèlement de la laque.
- Les parties intérieures traitées doivent être recouvertes d'une couche de finition, vernis ou peinture pour éviter le risque d'émanations de vapeur nocives.

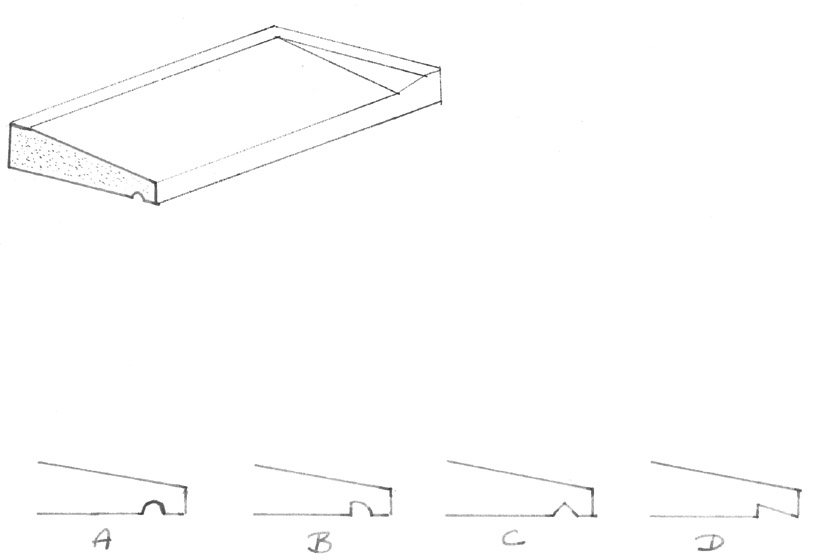
Seuils de fenêtre ou de porte.

Les seuils de fenêtre doivent être pensés pour que l'eau de pluie soit rejetée vers l’extérieur : chaque seuil est de préférence débordant d'au moins 4 cm par rapport au nu de la façade, et muni d'un casse goutte (appelé aussi goutte d'eau), et remontant de chaque côté pour éviter que l'eau ne coule sur la façade en laissant des traces d’humidité sous les fenêtres. Différents styles de casse-goutte sont possibles, du demi-rond (A) à l’ancienne, au triangle (C) plus moderne, en passant par le carré. Le quart de rond (B) n’est correct que dans le sens dessiné, tandis que des profils plus spéciaux sont possibles à condition qu'ils fassent obstacle à l’eau. Le casse-goutte pour cette raison doit avoir une hauteur de 6 mm minimum et une remontée pas trop proche de l’horizontale (Cas limite : D).

#### Lambris et revêtements de murs et de plafonds

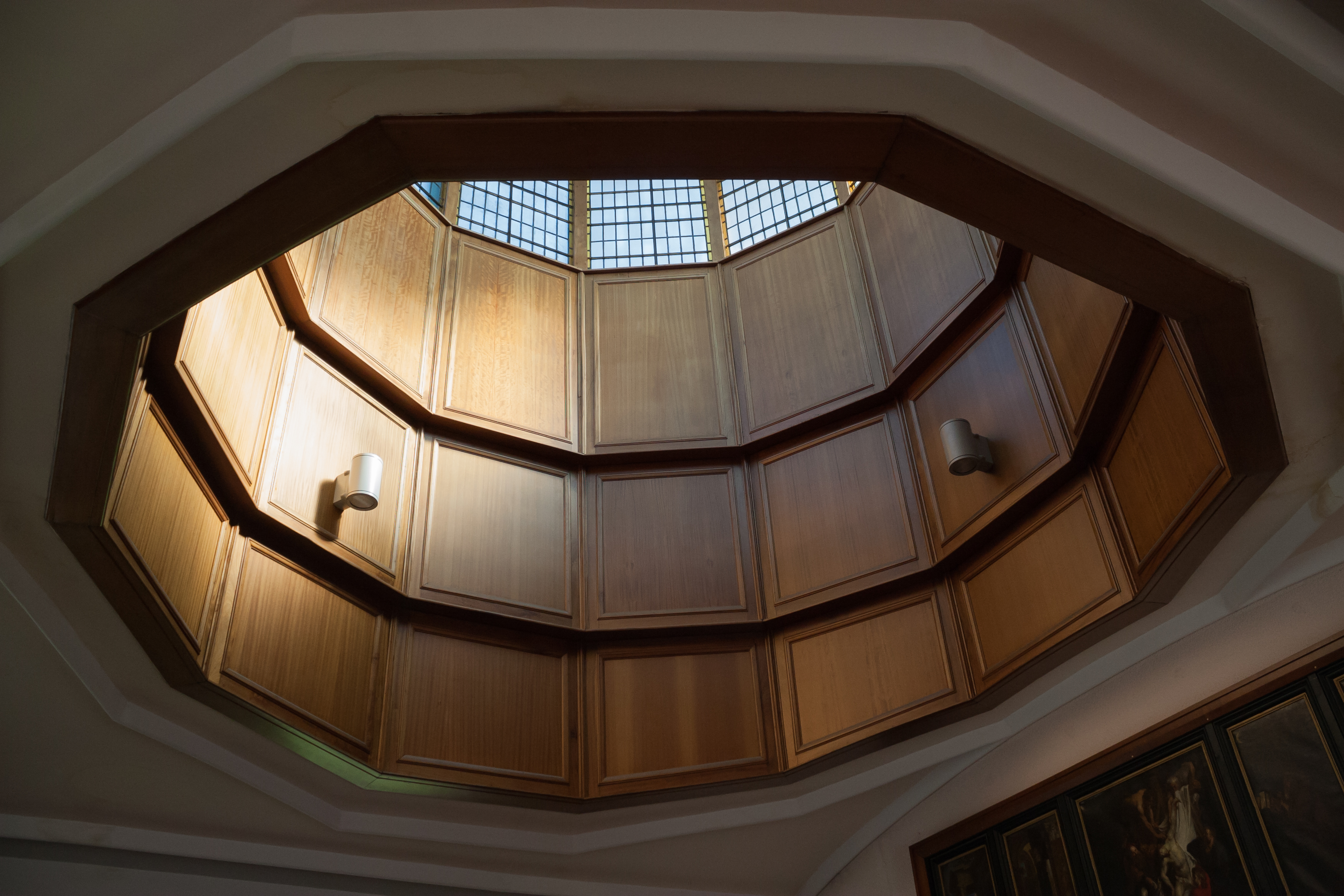
Habillage intérieur d'un lanterneau, église St. Pie X Moville, Irlande.

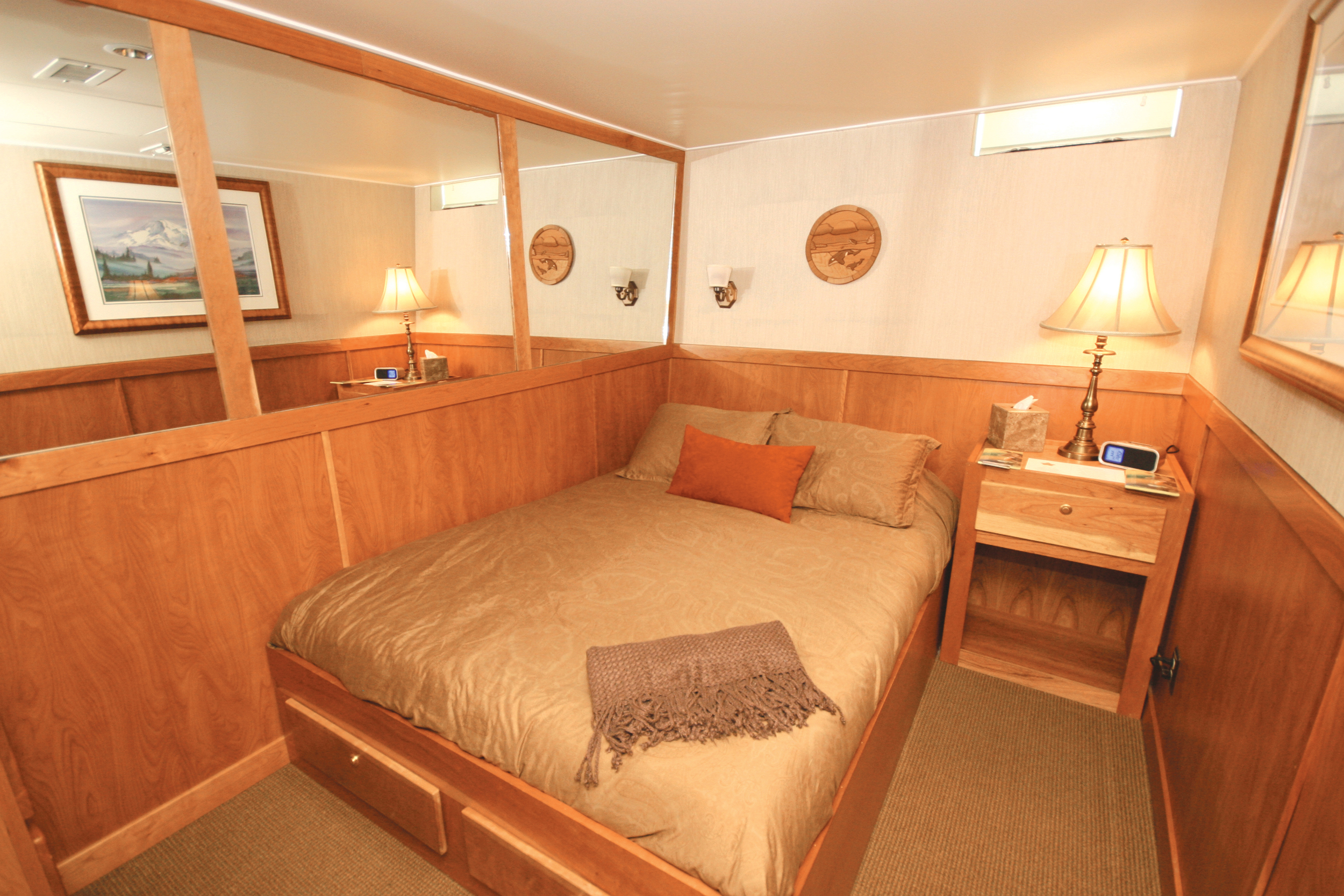
Lambrissage moderne dans un bateau.

Traditionnellement, le lambris était un ouvrage d'assemblage constitué de panneaux de bois placés dans des cadres de châssis (ou bâti) généralement placés sur les murs intérieurs des habitations mais aussi les plafonds. Ils étaient finis en bas par une plinthe et en haut par une cimaise. On distinguait lambris d'appuis, de 60 à 120 cm de haut et Lambris de hauteur, lambris qui garnissait toute la hauteur de la pièce. Les lambris étaient appelés collectivement « boiserie ». La fonction première des lambris était à l'instar des tapisseries et autres tentures, d'améliorer le confort thermique des pièces dont les murs étaient en pierre et souvent humides.
De nos jours toutes sortes de panneaux de particules de bois agglomérées permettent d'habiller un mur ou de créer une cloison. Lorsqu'ils sont employés en intérieur, on les retrouve associés aux techniques de placage issus de l'ébénisterie. Comme le bardage extérieur, les panneaux décoratifs à l’intérieur doivent laisser l’air circuler derrière eux. La ventilation peut être assurée par la mise en place d’un double lit de tasseaux ou par leur pose discontinue. Le bas et le haut de l’ouvrage doivent laisser un passage pour assurer un flux continu d’air. Il est de plus conseillé d’éloigner le bois du sol d’environ 10 cm. L’utilisation de produits de finition est recommandée si les revêtements sont susceptibles d’être en contact avec des graisses, de l’eau ou de la vapeur d'eau, comme dans les cuisines ou les salles de bain (pièce d'eau). Le vernis doit être appliqué de préférence avant la mise en place des panneaux. Dans tous les cas, les deux faces doivent être traitées avec un système de finitions équivalent.

#### Revêtements de sols

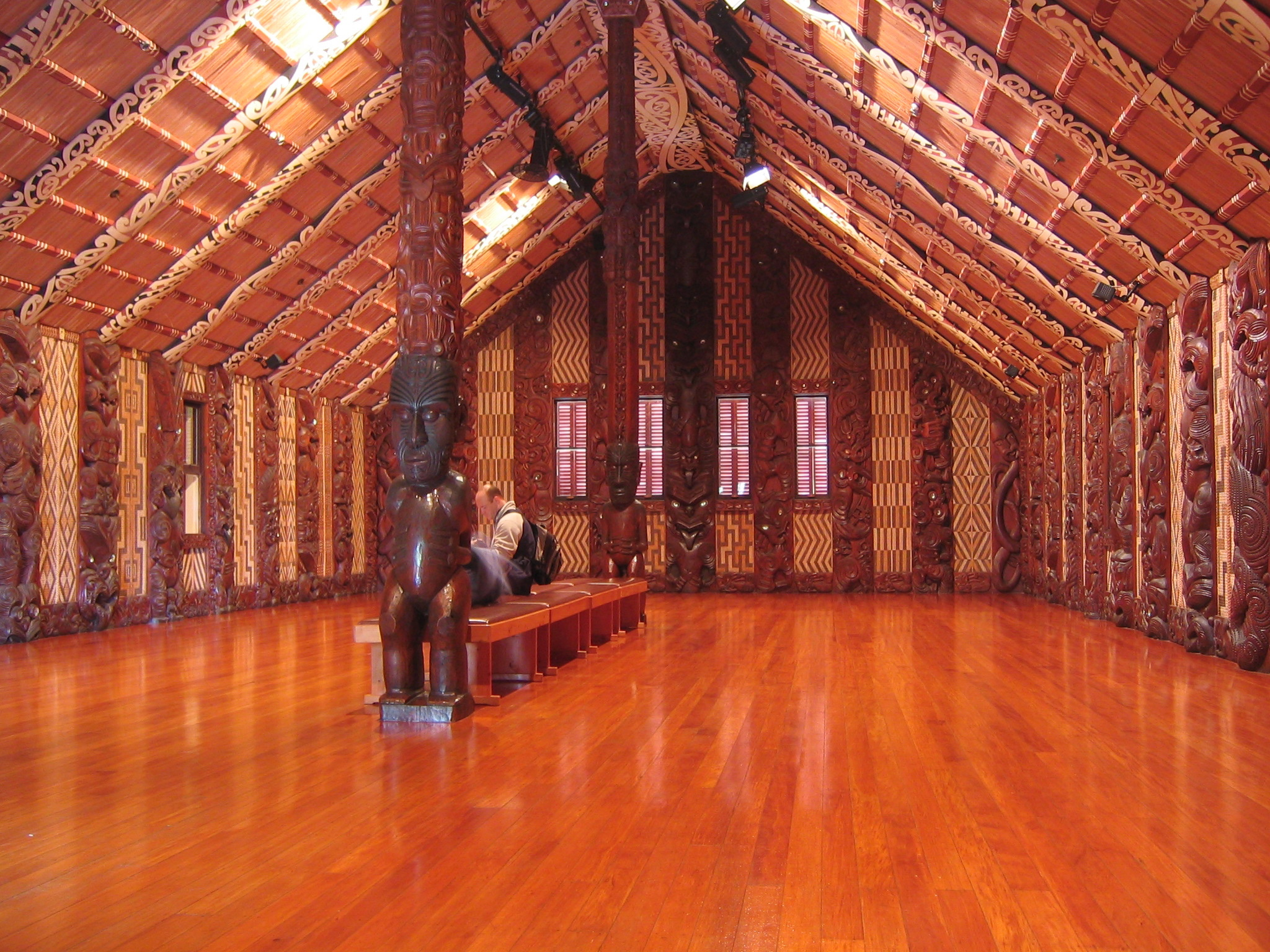
Waitangi Meeting House. Nouvelle-Zélande.

Stabilité dimensionnelle et dureté fonction de l’utilisation (plus importantes que la durabilité) sont les critères de choix d'essence pour les revêtements de sol en bois (plancher ou un parquet).
Si on décide d’intégrer un chauffage par le sol au parquet, il faut que le bois soit suffisamment sec au moment de la pose (8 à 10 % pour le parquet mosaïque ou à lames, 7 à 9 % pour le parquet contre-collé et que la chape ait un taux d’humidité approprié. On conseille de faire tourner le chauffage à l’essai avant de poser le parquet, en augmentant la température de l’eau de 5 °C max. par jour jusqu’à 35 °C max. Pour poser le parquet, le sol doit avoir une température de 15 à 18 °C pendant quelques jours. La température de l’eau du chauffage par le sol ne devrait jamais dépasser 55 °C. Les conduites d’eau devraient être espacées de 150 mm (300 mm maximum). Quoi qu’il en soit le bois présentera un retrait. De fines fissures de retrait apparaîtront lors de l’utilisation du chauffage et les joints s’ouvriront quelque peu, ce qui n’est pas un problème en soi[réf. nécessaire]).
Le bois massif peut être utilisé comme revêtement de sol dans une salle de bains, mais ce n’est pas conseillé. L’humidité de l’air n’est qu’une petite partie du problème. Il arrive fréquemment que l’eau des éclaboussures pénètre dans les joints, et crée une humidité permanente sous les éléments de parquet. Pour l'éviter, on peut couler une couche épaisse de colle époxy sous les lames[réf. nécessaire], appliquer un vernis en finition et renouveler régulièrement la couche de vernis. On laisse en outre un joint de dilatation sur le pourtour de la pièce, et pour empêcher l’eau d’y pénétrer un joint de silicone. Détails compliqués, ils ne tolèrent aucune erreur et laissent au bois le seul rôle de la décoration. Il est possible d’utiliser le bois en revêtement de sol pour la salle de bains mais en acceptant de laisser des joints ouverts et un espace d’aération sous le plancher, comme on le fait pour les terrasses extérieures. Il faut alors prévoir une évacuation de l’eau, et utiliser un bois durable.

#### Escaliers

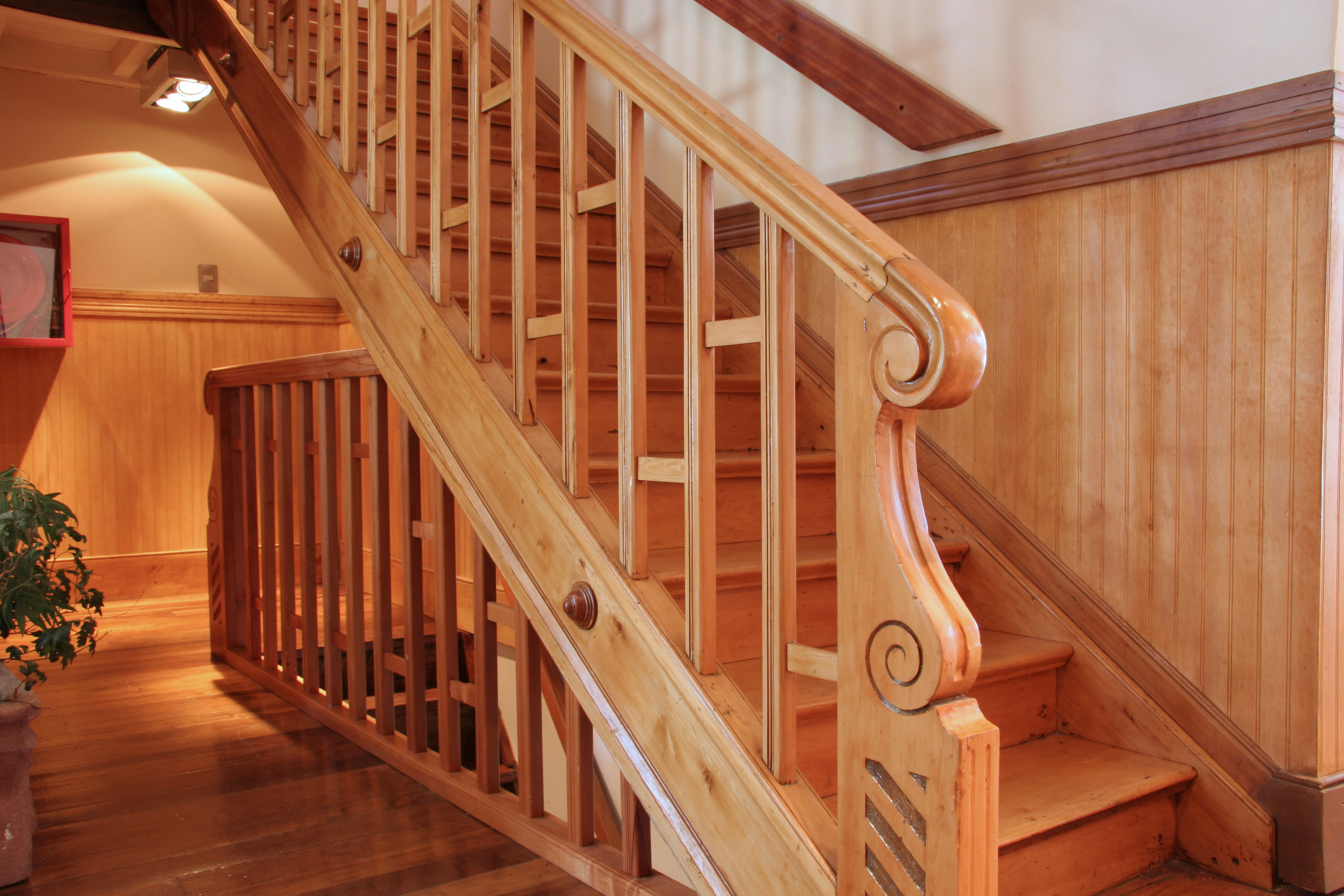
Escalier ouvragé.

Résistance élevée à l’usure, bonne rigidité, bonne solidité, faible fissilité, faible rétractabilité, bonne aptitude à l’usinage, sont les critères de choix pour un bois d'escalier: chêne d’Europe, érable d’Amérique, frêne, guatambu, hêtre, pin, douglas (Pseudotsuga menziesii), Southern Yellow Pine, afrormosia, afzelia, iroko, merbau, moabi, red balau, panga-panga, sucupira, tatajuba, wengé[réf. nécessaire], etc.

#### Terrasse, caillebotis et escaliers extérieurs

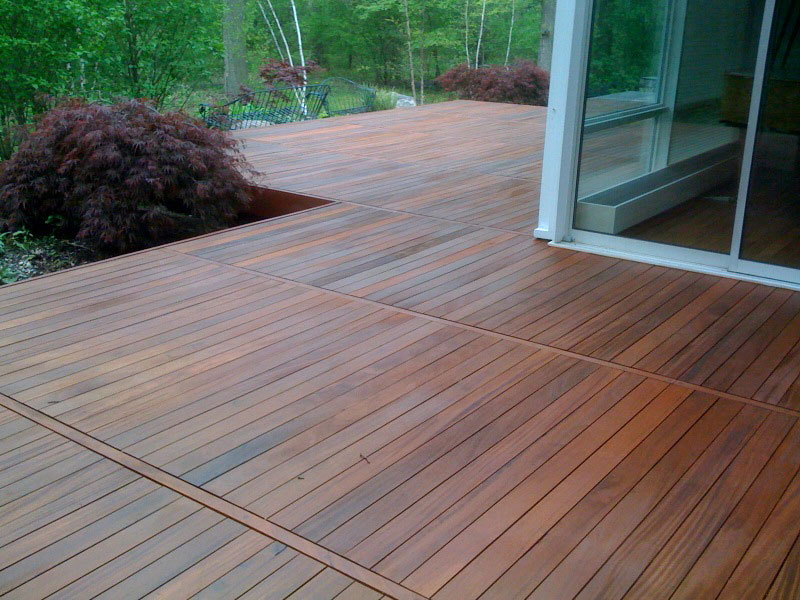
Terrasse en Ipé

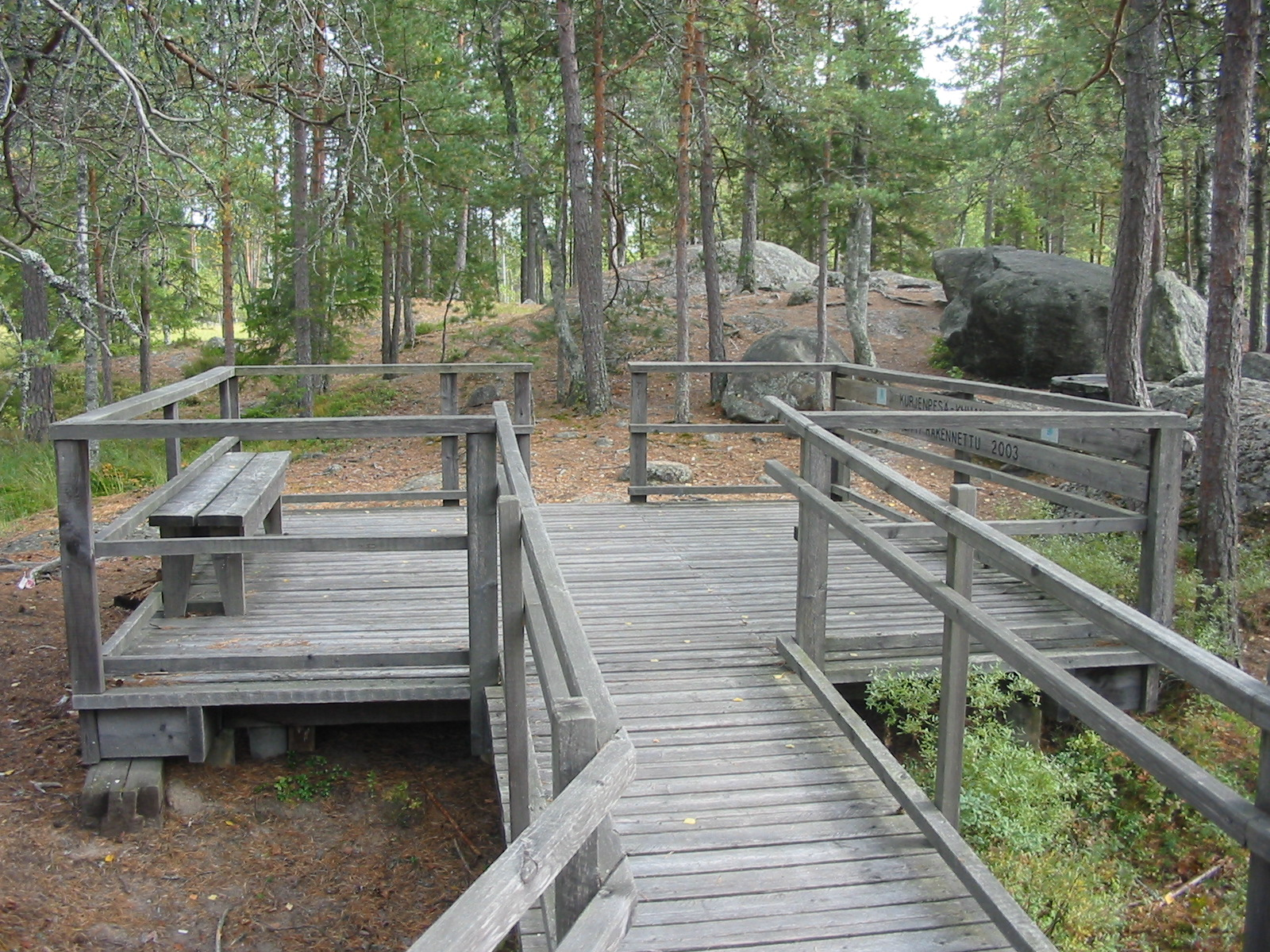
Aménagements au Parc national de Kurjenrahka, Finlande.

En anglais, on les appelle « deck » en référence au pont des bateaux du même nom, les terrasses en bois et autres caillebotis, demandent des bois durables (classeI-II) étant donné qu’ils sont exposés aux intempéries sans protection et qu’ils restent souvent humides pendant de très longues périodes. Il faut de plus que le bois soit solide et qu’il ait une résistance à l'usure suffisante. Une espèce légère comme le Western Red Cedar (Thuja plicata) est peu indiquée pour une terrasse où le trafic est intense : non seulement les distances entre appuis devraient être considérablement réduites mais la terrasse s’effriterait trop rapidement. La stabilité dimensionnelle est certes importante, mais moins que pour un châssis. On utilise donc en terrasse les bois durables qui ne sont pas assez stables pour être utilisés en menuiserie et qui sont donc moins chers.
Liste non limitative de bois convenant pour une terrasse : afrormosia, afzelia, azobé, bangkiraï, bilinga, ipé, iroko, jarrah, châtaignier, massaranduba, mélèze de Sibérie, merbau, moabi, padouk, robinier, tatajuba, teck de Moulmein (pas de Teck de plantation), etc.
Le grisaillement ou le noircissement du bois ne peuvent être évités qu’en appliquant une couche de finition pigmentée. Il est toutefois difficile de garder en bon état la couche de finition d’une terrasse, à cause du trafic, des salissures, des déplacements de meubles de jardin. Il est donc conseillé de ne pas appliquer de couche de finition et de laisser le bois grisailler. Les chevrons sur lesquels sont fixées les planches de la terrasse sont placés sur des blochets (épaisseur 20 mm), en matière imputrescible et non capillaire, ce qui permet l’évacuation des eaux et isole le bois de l’humidité permanente (Hauteur libre sous plancher minimum : 5 cm). En cas de pluie persistante on peut s’attendre à un gonflement de 5 %, donc une planche de 10 cm de largeur peut s’élargir de 5 mm. Pour cette raison les joints laissés entre les planches ont une largeur d’au moins 10 mm.
Aux exigences de durabilité, il faut ajouter pour les escaliers extérieurs des exigences de résistance mécanique, de résistance au gel et de stabilité dimensionnelle. Il est en outre souhaitable de rendre les marches non glissantes.
Liste non limitative de bois convenant pour un escalier extérieur : Afrormosia, Châtaignier, Tatajuba, Wengé; Les plus stables : Afzelia, Ipé, Iroko, Acajou d’Amérique, Merbau, Padouk.

### Couverture

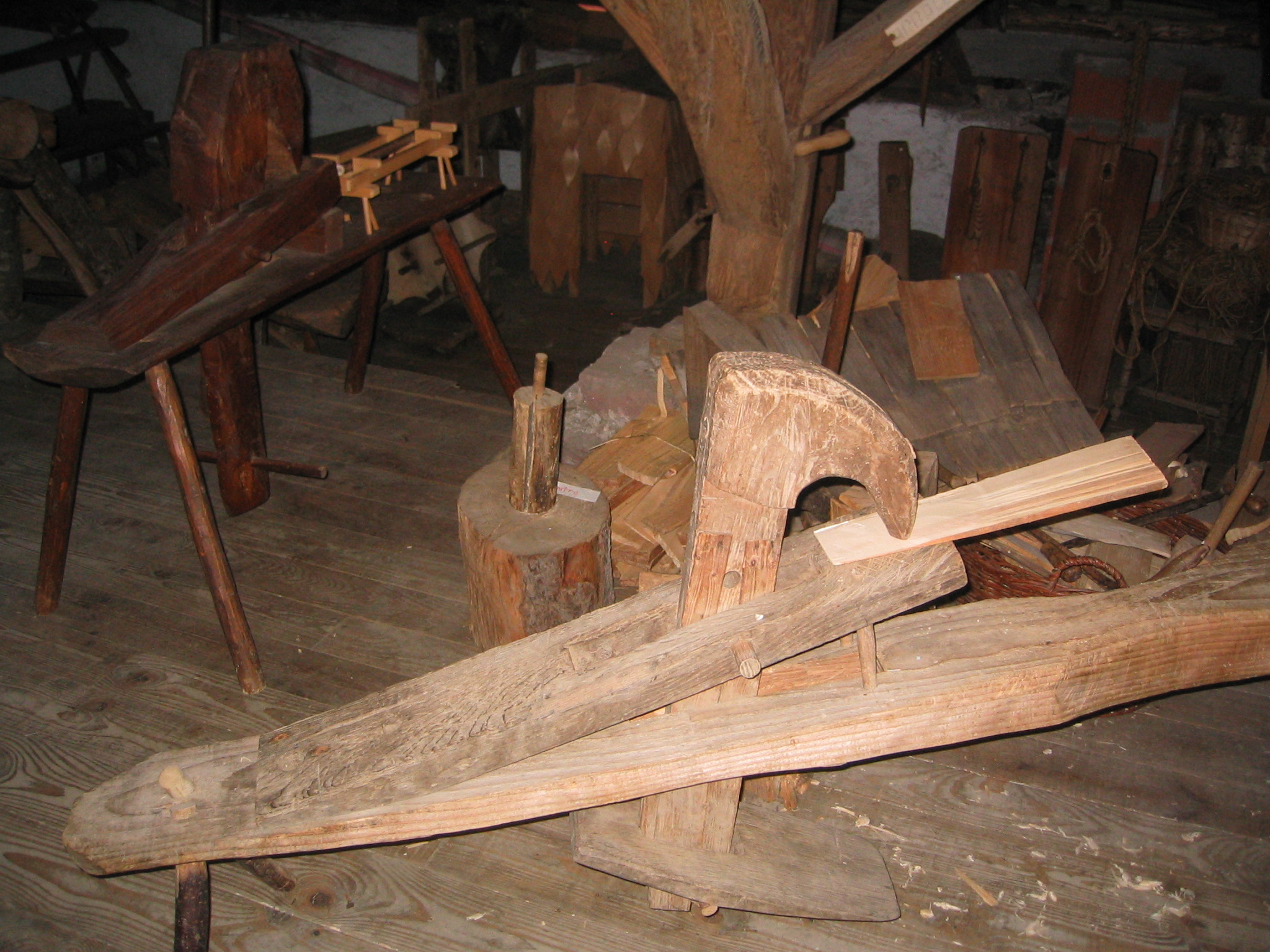
Fabrication traditionnelle des essis (tuiles en bois) dans les Vosges.

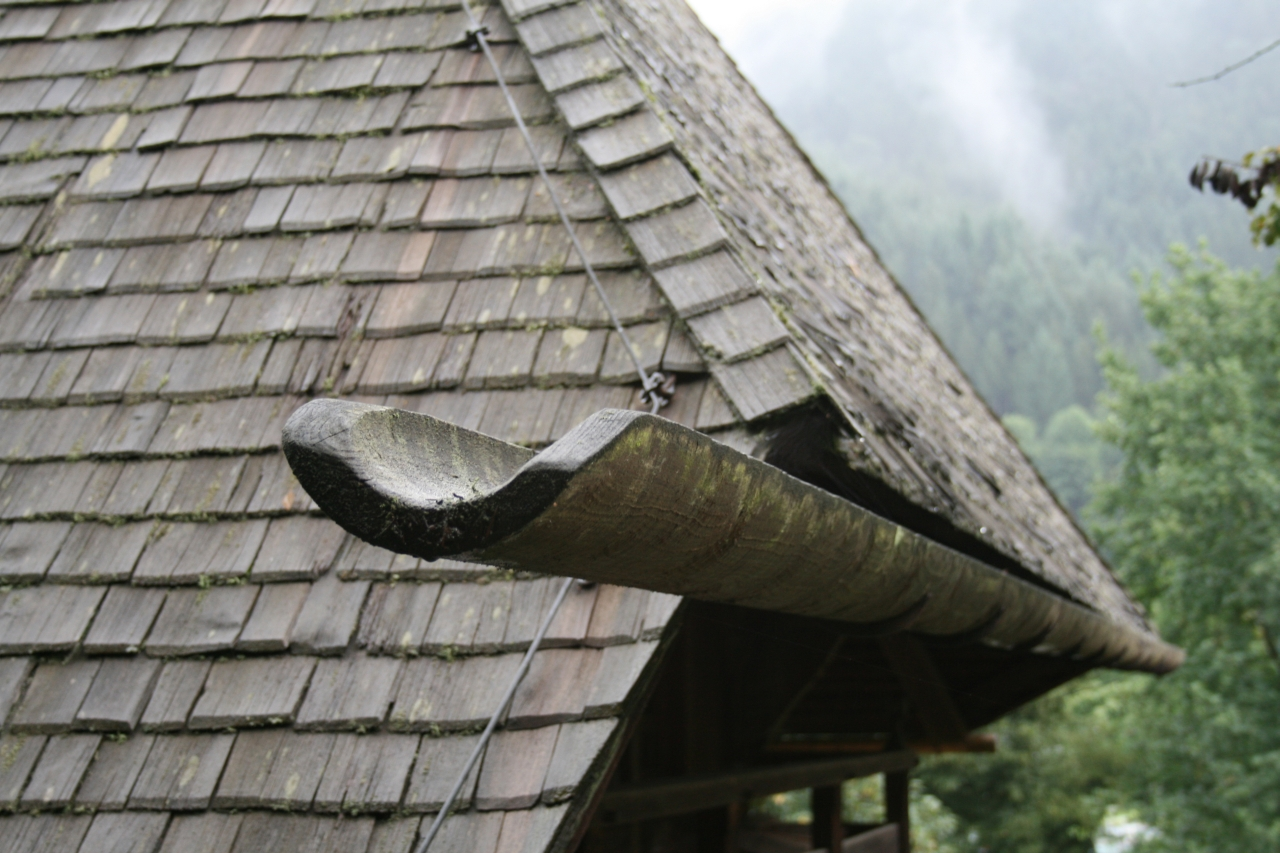
Maison traditionnelle en bois, Forêt-Noire, Allemagne.

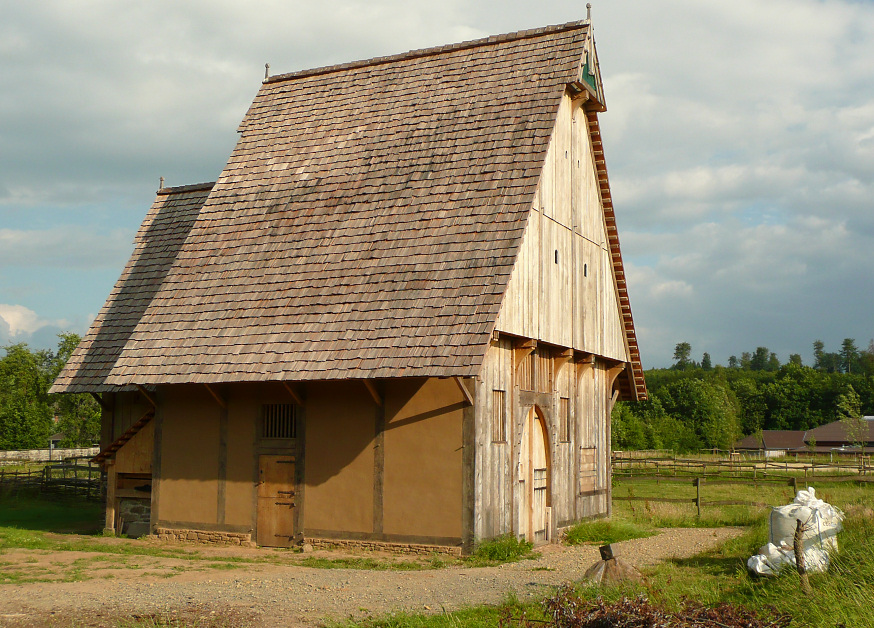
Maison médiévale reconstruite à Nnovre.

Les bardeau, bauche, essente, esseaux, tavaillon, sont les dénominations traditionnelles d'un type de couverture en écaille que l'on retrouve en bardage (de même racine) ou en couverture: petites tuiles en bois de chêne, de châtaignier, ou même de sapin, on s'en servait beaucoup autrefois pour des maisons et des constructions élevées avec économie. C'est le mode de couverture qu’employaient les Celtes, nous dit Vitruve.
Le bois est le matériau traditionnel de couverture en Russie et dans les pays scandinaves, à dominante forestière. En France, il était couramment usité dans les régions productrices de bois jusqu'au XVIIe siècle, date à laquelle il commence à décliner, concurrencé par la tuile. Il existe de vieux toits en bois qui résistent bien aux intempéries. Si la toiture est bien pentue et que les bardeaux sont fendus selon les veines naturelles du bois (et non pas sciés), assez grossièrement pour ne pas coller les uns aux autres, et donc ne pas produire de capillarité et laisser une certaine aération, le tout sèche assez rapidement après une averse pour ne pas laisser le temps aux champignons de se développer. Au Mont Saint-Michel on remarque beaucoup de toits en bardeaux de châtaignier.
Le bardage en bois évoque actuellement plus facilement des lames en bois disposées sur une ossature secondaire.
Dans le cas d’une couverture traditionnelle de maison à colombages, les lames, verticales, étaient posées directement sur les poutres secondaires, horizontales, de la structure. Il n’y avait pas de lame d'air et les bardeaux finissaient par pourrir. Les habitants les remplaçaient tous les trente ans.

#### Bardeaux
Une pente de 30° minimum et une bonne ventilation entre les bardeaux et la structure sont les meilleurs garants de la pérennité d’un toit en bois dans des régions à fortes pluies.
Dans les pays où il neige beaucoup, il faut aussi tenir compte de la fonte de la neige du toit. En Savoie, la pente des toits couverts d'épicéa est volontairement faible (entre 20° et 30°) pour retenir la neige qui sert d'isolant, et qui fondra lentement. Au-dessus de la maison, chauffée, la neige fond. Mais sur le débord de toiture il gèle et il se forme une digue de glace qui retient l’eau au niveau du début du porte-à-faux. Une bonne isolation de toiture réduit le phénomène mais on conseille en plus de placer une protection de débord de toit, qui doit se prolonger vers le haut, au moins 30 cm au-delà de la face intérieure de poteaux formant le mur. Cette protection est placée sur les coupes plus haut mais il semble qu’elle ne soit pas vraiment indispensable pour le climat océanique (belge), compte tenu du peu de gel prolongé qu'on y rencontre.
Lorsque le toit est composé de bois contenant des matières corrosives (ex. : Western Red Cedar), les gouttières, chéneaux, noues, etc. sont réalisés en acier inoxydable, ou en cuivre dans certains cas, avec 0,8 mm d’épaisseur minimum.
La durée de vie moyenne d'une toiture en bois correctement réalisée est d'environ 80 ans.
L’épaisseur moyenne des bardeaux est mesurée au milieu de la longueur et doit être d’au moins 5 mm. La largeur est comprise entre 6 et 30 cm. La longueur est comprise entre 20 et 60 cm. Lors de la mise en œuvre du bois, il faut veiller à une orientation optimale des lames de bois par rapport à la pluie, pour favoriser une bonne ventilation et un écoulement efficace.

#### Ossature secondaire

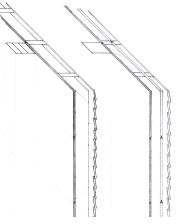
Ossatures secondaires.

La mise en œuvre des bardages implique tout d’abord une ossature secondaire, un ouvrage intermédiaire entre la structure porteuse et le bardage. Cette ossature secondaire est en principe obligatoire (il n’y en a pas dans le système poteaux-poutres, Voir Annexes)
L’ossature secondaire est constituée soit par des tasseaux, soit par des chevrons (dans le cas de l’isolation par l’extérieur), soit par deux lits croisés de chevrons et de tasseaux, soit par des profilés métalliques. La pose des tasseaux doit permettre une circulation d’air au dos des bardages et l‘écoulement des eaux introduites accidentellement entre le bardage et le pare-pluie.
Plusieurs configurations:
- Les lames sont posées sur des murs à ossature bois ne comportant pas de parement extérieur, le contreventement étant intérieur. Le bardage horizontal est appuyé directement sur la structure des murs, en laissant une lame d’air de minimum 3 cm entre le bardage et l’isolant; solution facile, moins cher mais plus risquée, car si de l’eau s’infiltre, elle atteint directement l’isolation, et si cette isolation s’affaisse, elle s’appuie directement sur le bardage, d’où un risque accru de pourrissement.
- On peut ajouter un panneau de protection non structural (celit 4D ou de Gutex) à l’extérieur de l’isolant, pour le protéger ; il faut alors prévoir un lit de tasseaux verticaux dans le cas d’un bardage horizontal, et deux lits croisés dans le cas d’un bardage vertical. Attention à ne pas poser seulement un lit de tasseaux horizontaux pour le bardage vertical car l’eau entrée accidentellement ne pourrait pas s’écouler, et la ventilation ne serait pas assurée.

Types de lames (les deux premiers systèmes étant utilisables horizontalement, verticalement ou incliné):
1. lames pour pose à clin ou à recouvrement
2. lames pour pose par embrèvement, c. à. d avec un profil travaillé
  1. à joint penché et ouvert
  2. à rainures et languettes
3. bardeaux

Si les lames sont à rainures et languettes, elles ne peuvent être utilisées qu’à condition de tenir compte de la direction du vent et d’être abritées. Horizontalement, on utilise de préférence des planches à profil étudié pour le rejet d’eau.
A : mauvais : Un joint sur deux reçoit la pluie et pourrira
B : mauvais : L’eau coulant sur le bardage risque de pénétrer par capillarité
C : bon : L’eau coule sur le bardage avec peu de possibilité d’y pénétrer
D : Très bien : Le profil des lames est spécialement étudié pour rejeter l’eau.
Pose à clin
E : moyen : l’eau qui coule sur la face inférieure peut remonter par capillarité.
F : mieux : Le profil est spécialement étudié pour rejeter l’eau.
Embrèvement
G : bien : l’eau coule toujours vers le bas, le bardage est bien ventilé, mais une rafale de vent peut faire atterrir une goutte sur le pare-pluie, qui devra être bien étanche.

Cas de figure de lames posées horizontalement (1, 31&74)

La pose des lames de façon verticale est conseillée car elle permet un écoulement plus rapide de l’eau de pluie. Cette pose requiert cependant une protection totale des bouts des lames par un débord de toiture. Certaines prescriptions urbanistiques limitent ces débordements à un minimum insuffisant pour protéger le bardage. Une pose horizontale est alors préférable. L’épaisseur des lames est choisie en fonction de la nature du support (continu ou discontinu), de la résistance aux chocs et au feu. Les épaisseurs les plus courantes sont 18 et 22 mm. On utilise de façon courante des lames d’épaisseur supérieure ou égale à 15 mm pour un entraxe des supports de moins de 40 cm, et d’épaisseur supérieure ou égale à 18 mm pour un entraxe jusqu’à 65 cm. La largeur exposée des lames ne dépassera pas 7,5 fois leur épaisseur, sauf le Western Red Cedar, jusqu’à dix fois.
La tendance au voilage d’une pièce sera d’autant plus grande que son élancement (rapport largeur-épaisseur) sera élevé. Les dimensions commercialisées les plus courantes sont :
- 24 × 60 à 24 × 80 mm pour le châtaignier ;
- 18 × 125 à 22 × 145 mm pour le sapin, l’épicéa, le pin sylvestre, le pin maritime et le douglas ;
- 18 × 140 à 19 × 190 mm pour le western red cedar.

La longueur des lames n’est limitée que par la disponibilité des grandes longueurs. Le recouvrement d’une lame sur l’autre est au minimum de 10 % de la largeur totale des lames, et de 20 mm pour les lames de 190 mm de largeur. Il faut aussi ménager un jeu dans l’assemblage pour permettre le mouvement.
Pour les lames horizontales, s’il n’y a pas de rainure et languette en bout, le raccordement doit se faire sur un montant. Il est comme partout conseillé de ménager un jeu de 1 mm. Pour les lames verticales, les lames sont fixées sur au moins deux appuis. Elles sont bouvetées en bout, la languette étant placée en partie supérieure ; on peut aussi construire un solin, ou prévoir un profil de rejet d’eau.

#### Préservation
Pour les bois durables (par exemple, le Western red cedar, un bois fréquemment utilisé en bardages grâce à ses qualités conjointes de durabilité, de faible masse volumique et de facilité d’usinage), la question de la finition est de nature strictement esthétique. Sans finition, le bois prendra une teinte grisâtre, résultat du vieillissement. Le bois devenu gris ne demande aucun entretien. Par contre, on peut décider d’appliquer une couche de finition, que ce soit par souci esthétique, pour éviter les mouvements dus à l’humidité ou parce que l’air est pollué : les particules de suie présentes dans l’atmosphère s’accrochent sur la surface relativement rugueuse du bois, qui devient alors gris foncé à noirâtre, au lieu de prendre une belle couleur argentée. Une finition, doit être entretenue.
Les extrémités du bardage doivent être traitées de manière adéquate: En partie haute, le débord de toiture protège le bois de la pluie mais aussi des ultraviolets ; en partie basse, le bardage ne doit pas aller jusqu’au sol, à cause des éclaboussures et des remontées capillaires. La garde au sol doit être de 20 cm minimum. Les deux extrémités doivent être équipées de vides garantissant l’entrée d’air dans l’espace de ventilation et de grilles empêchant les rongeurs ou les oiseaux d’y pénétrer. Les angles sont aussi un point faible dans le bardage, à cause de la présence de bois de bout, qu’il faut le plus souvent recouvrir d’un bouche-pores ; les angles sont aussi une circonstance d’expression architecturale, par la façon dont l’assemblage est réalisé.

L'empilement horizontal et même la juxtaposition verticale produisent des joints où l'eau peut s'infiltrer. En sus de la ventilation derrière les bardages, il est vivement recommandé de prévoir un large débord de toiture pour protéger durablement les bois. Dans les bâtiments hauts on recoupe la lame d’air, pour éviter l’effet de cheminée en cas d’incendie mais aussi pour obtenir un joint bien marqué entre les lames verticales. Le détail 2 est préférable car en cas d’incendie, le métal a tendance à fondre très rapidement…

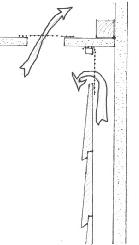
Détail 1: Extrémités: Bardage en partie haute.
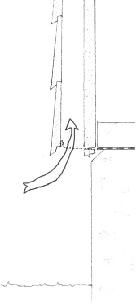
Détail 2: Extrémités: Bardage en partie basse.
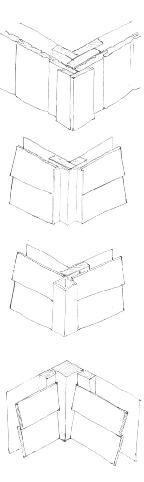
Détail 3. Bardage en angle.
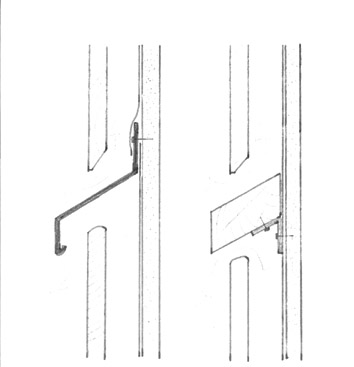
Détail 4: Coupe de la lame d'air pour retarder la montée du feu.

Un solin devrait être utilisé à toutes les jonctions, à toutes intersections de matériaux différents.. L’enduit est séparé d’un parement de bois en contrebas de celui-ci par une moulure-larmier. Pour empêcher l’eau de s’introduire dans le mur, un solin formé est posé au-dessus du larmier de manière à écarter l’eau du bord extérieur. Le solin doit être prolongé de 8 cm au-dessus de cette moulure, sous le papier de revêtement. Ce genre de solins est également utilisé au-dessus des fenêtres et des portes à moins qu'ils ne soient protégés par d'autres saillies.
Pour la mise en œuvre des panneaux dérivés du bois en revêtement extérieur :
- au niveau des joints horizontaux, disposer des bavettes métalliques ou assurer le recouvrement de la plaque inférieure par la plaque supérieure ;
- au niveau des joints verticaux, mettre en place un profilé métallique ou un couvre-joint en bois massif ou en panneau.

#### Fixations et raccords
La construction à ossature en bois légère moderne a substitué aux assemblage en bois de la charpenterie classique, des clous puis des vis et différents étriers et pattes de fixation. Les éléments de fixations doivent aujourd'hui répondre à tout une série d'exigences de résistance mécanique et chimiques (tanins , humidité, salinité) et sont encadrés en Europe par l'Eurocode 5 (EN 14592). Les fixations utilisent différents aciers, alliages et traitements de métaux. On utilise de préférence, même s’ils doivent être recouverts, des attaches et des fixations zinguées ou faites d’un métal inoxydable. Pour les bardages autoclaves ou en red cedar très acides on ne peut utiliser des vis zinguées et on préfère l'inox. Certains éléments de mur massif en bois utilisent des chevilles en bois comme mode d'assemblage (Brettstapel).
Il est important d'anticiper les variations dimensionnelles dues aux changements d’humidité, et d'en tenir compte pour la conception et la mise en œuvre : on laisse un jeu dans les joints et en ne fixant pas les pièces de façon trop rigide. Les lames de bois d'un bardage par exemple ne sont fixées qu’une fois sur chaque tasseau.
On évite de recouvrir les coins, les joints, les rainures dans lesquels l'eau pourrait stagner et provoquer la pourriture. Dans tous les cas on évite les pièges à eau pour éviter les remontées par capillarité. On évite aussi les surfaces horizontales en bois debout exposées à l'eau; on pratique des coupes biaises dans le bois ou on recouvre la surface.
On évite les pièces métalliques traversantes car elles constituent un pont thermique qui engendre de la condensation. Si nécessaire, on obture les extrémités des chevilles et les broches avec des bouchons en bois côté extérieurs.

## Chantier bois
Une construction en bois est en général plus rapide à réaliser qu'une construction en maçonnerie ; pour une maison à ossature bois traditionnelle moyenne, on compte 10 à 16 semaines (75 jours), sauf les aléas du mauvais temps ; pour un chantier traditionnel en briques il faut compter plus de six mois. Un calendrier réaliste est mis en œuvre qui s'assure des machines, sous-traitants, et de la disponibilité des matériaux au moment de la mise en œuvre, afin d'éviter le stockage dans des conditions humides. Le calendrier type d’une maison individuelle à ossature-bois, construite de manière traditionnelle reprend les étapes qui suivent : plans, financement et permis : durée imprévisible; implantation et coulage des semelles : une semaine; fondations, drainage et remblayage : une semaine ; ossature, couverture et solins : deux semaines ; portes et fenêtres : une semaine; plomberie, chauffage et électricité: deux semaines ; isolation thermique, pare-air, pare-vapeur : deux semaines; revêtements extérieurs de finition : deux semaines; revêtements intérieurs de finition : deux semaines; peinture, armoires et appareils: deux semaines.
La construction traditionnelle en maçonnerie ou en béton implique des délais inhérents au matériau : les bétons doivent faire prise ; la maçonnerie, ou le crépi doivent sécher. L'humidité présente dans tous ces matériaux doit être évacuée. Un temps d'attente de 28 jours est préconisé pour que le béton ait atteint ses capacités de résistance mécanique optimales.
Le transport des bois doit se faire hors pluie : il se fait dans un camion bâché livré en chantier juste avant utilisation si possible, surtout pour les cadres extérieurs de fenêtre et porte et les matériaux de boiserie extérieure. Le bois de charpente et les matériaux de revêtement doivent être livrés sur chantier après établissement des fondations. Les matériaux de charpente placés peuvent être occasionnellement mouillés sans risque par une averse car ils vont sécher rapidement ; le bois rangé en piles serrées par contre peut absorber et retenir une grande quantité d’eau. Il faut attendre la disparition complète de l’humidité pour entreposer le bois dans les locaux. Cette disposition concerne surtout les bois de finition intérieure (planchers, lambris) qui ne peuvent pas trop gonfler pour ne pas par la suite présenter de mouvements trop importants ; elle est moins importante pour les pièces de grosses sections constituant la charpente. Le stockage du bois se fait sur sol sec et plan, séparé par des tasseaux, surélevé du sol et sous couvert ; le cas échéant les éléments sont sortis de leur emballage plastique (au-delà de 8 à 12 jours pour les poutres et le lamellé-collé de dimensions ordinaires). Les matériaux de boiserie intérieure ne sont livrés qu’une fois la couverture achevée et sont rangés à l'intérieur. Il convient de protéger les murs en construction de même que les bois d'œuvre.
Maison à ossature légère préfabriquée et maison en panneau bois massifLorsque les fondations sont réalisées (deux semaines), la structure, la couverture, l’isolation, les revêtements intérieurs et extérieurs, les portes et les fenêtres sont amenés tout assemblés sur le chantier et montés en une après-midi. La plomberie, le chauffage, l’électricité et les finitions sont terminés en deux semaines. Une maison est réalisée en un mois à condition que les éléments soient disponibles.
Construction type poteaux-poutresLorsque les fondations sont réalisées, la structure portante est montée, sur laquelle le toit est construit. Les murs sont montés à l’abri des précipitations lorsque le toit est achevé. Ce type de construction prend plus ou moins de temps selon les techniques constructives, le degré de préfabrication, le nombre d'ouvriers ; il a l'avantage de mettre la construction sous abri avant de monter les murs.

## Promotion et communication
De nombreux organismes privés et publics sont chargés de la promotion de la filière bois. Des syndicats professionnels, des organismes nationaux, des pôles de compétitivité, des centres techniques, des associations ou encore des territoires. L'ensemble des secteurs de la filière bois sont représentés, allant de l'aval avec la gestion forestière, à l'amont avec l'innovation, en passant par la transformation, que ce soit dans le secteur de l'industrie, de l'ameublement ou de la construction.
La filière bois a ses propres médias comme Le Bois International, Séquences Bois, Architecture Bois, Fordaq, Bois Mag, Woodsurfer, Artisan et bois, l'Atelier du bois ou encore Lignum en Suisse.

## Annexe
Coupes dans une jonction mur-toit, pour les systèmes poteau-poutre et ossature bois. Exemples adaptés à un climat océanique : l'air ventilant les bardages et la toiture est représenté par les flèches grises.
1. Bardeaux
2. Protection de débord de toit
3. Support de couverture en planches
4. Solive
5. Sous-toiture
6. chevron
7. Chevron de rive
8. Soffite
9. Aérateur de soffite
10. Isolation du toit
11. Bardage
12. Vide ventilé et tasseaux
13. Panneau softwood paraffiné
14. Isolation et ossature du mur
15. Panneau d’OSB classe III Sterling
16. Poutre portant les chevrons
17. Poteau structurel principal

Poteaux-poutres respirant

1. Bardeaux
2. Protection de débord de toit
3. Support de couverture en planches
4. Solive
5. Sous-toiture
6. Chevron
7. Chevron de rive
8. Soffite
9. Aérateur de soffite
10. Isolation du toit
11. Bardage
12. Vide ventilé et tasseaux
13. Panneau de particules et pare-pluie
14. Isolation et structure portante
15. Pare-vapeur
16. Panneau
17. Sablière

Ossature

#### Articles
- « Un choix de 40 bois utilisés en menuiserie extérieure », Le Courrier du bois, Belgique, BNDB,‎ mars 1990, p. 36-37
- Restauration d’un chef-d’œuvre de Franck Lloyd Wright (moulin) - In : Courrier du bois (le) (Belgique, BNDB) no 103 (10.1993) p. 16-17
- Tableau des espèces de bois pour menuiseries extérieures. - In : Courrier du bois (le) (Belgique, BNDB) no 105 (04.1994) p. 18-19
- Terrasses en bois : principes de construction - In : Courrier du bois (le) (Belgique, BNDB) no 105 (04.1994) p. 21-25
- dossier Parquet - In : Courrier du bois (le) (Belgique, BNDB) no 107 (10.1994) p. 13-25
- Le Chêne d’Europe et d’Amérique - In : Courrier du bois (le) (Belgique, BNDB) no 108 (01.1995) p. 19-26
- Menuiseries extérieures : Quelles espèces de bois et comment choisir - In : Courrier du bois (le) (Belgique, BNDB) no 108 (01.1995) p. 28-35
- Question-réponse : Western Red Cedar - In : Courrier du bois (le) (Belgique, BNDB) no 109 (04.1995) p. 14
- Bardages en Bois : espèces et pose - In : Courrier du bois (le) (Belgique, BNDB) no 109 (04.1995) p. 28-35
- Western Red Cedar - In : Courrier du bois (le) (Belgique, BNDB) no 110 (07.1995) p. 17-23
- Merbeau - In : Courrier du bois (le) (Belgique, BNDB) no 111 (10.1995) p. 19-22
- Projet : logements sociaux en bois - In : Courrier du bois (le) (Belgique, BNDB) no 112 (01.1996) p. 4-5
- Projet : Maison forestière avec toit en bois. - In : Courrier du bois (le) (Belgique, BNDB) no 114 (07.1996) p. 4-5
- Teck - In : Courrier du bois (le) (Belgique, BNDB) no 114 (07.1996) p. 7-8
- La peinture des menuiseries extérieures en bois. - In : Courrier du bois (le) (Belgique, BNDB) no 114 (07.1996) p. 22-25
- Construction à ossature bois - In : Courrier du bois (le) (Belgique, BNDB) no 116 (03.1997) p. 8-14
- Châssis de fenêtre en Western red Cedar - In : Courrier du bois (le) (Belgique, BNDB) no 117 (06.1997) p. 119-125
- Un parc en robinier au cœur de Bruxelles - In : Courrier du bois (le) (Belgique, BNDB) no 117 (06.1997) p. 19-21
- Fiche technique : Attaque du bois - In : Courrier du bois (le) (Belgique, BNDB) no 119 (12.1997) p. 7-10
- Nouvelle structure belge d’homologation de la protection du bois - In : Courrier du bois(le) (Belgique, BNDB) no 128, 03.2000, p. 39-40
- La « Platonisation » du bois - In : Courrier du bois(le) (Belgique, BNDB) no 128, 03.2000, p. 47-49
- Pentachlorophénol : une réglementation complexe et évolutive - In : CTBA Info no 52 (03.1995) p. 30-32
- Le pin traité en autoclave - In : CTBA info no 56 1995, p. 9-13
- Des pressions environnementales sur la préservation du bois. - In : CTBA Info no 71, p. 38-40
- IRG 2000 : nouveaux concepts et technologies innovantes en préservation du bois - In : CTBA Info no 85 (10.2000) p. 26-32
- Dossier menuiseries extérieures en bois - In : Menuiserie no 38 (10.1999) p. 17-27
- Dossier : Menuiseries extérieures en bois- L’intérêt de la protection préventive - In : Menuiserie no 47 (07.2000) p. 15-19
- Atteintes du bois : dissiper les malentendus - In : Renoscripto no 1 (10.1994) p. 27-31
- Votre maison en ossature ou bois massif ? - In : Tu bâtis, je rénove no 166 (04.2001) p. 35-48
- Panneaux bois - In : Tu bâtis, je rénove no 150 (11.1999), p. 73-81
- Le bois et la couleur - In : Séquences Bois no 15, février 1997, p. 12-13
- Créosote : au poteau - In : L’écho des BOIS no 44-45, vendredis 2 et 9 novembre 2001, p. 13

#### Revues
- Note d’information technique - Le traitement curatif du bois dans le bâtiment (Belgique, CSTC) no 180, 06.1990
- Détail - Construire en bois (Munich, Institut für internationale Architektur-Dokumentation GmbH) no 1 - Janvier-février 2000 ISSN 0011-9571
- Séquences Bois - Bâtiments culturels (Paris, CNDB) no 25- Février 1999
- Cahiers du CSTB - no 415 (12.2000) DTU 36.1
- Je vais construire - Spécial bois - (Lasne, Media Office SA) no 210, mai 1998
- Je vais construire - Le bois dans l’habitation : 9 projets d’architectes (Lasne, Media Office SA) no 231, juin 2000

#### Circulaires
- Circulaire du 12 avril 2005 du premier ministre relative aux achats de bois tropicaux écocertifiés. L’objectif est de porter les achats publics de bois certifiés à 50 % en 2007 et à 100 % en 2010.